# メンデン (ザウアーラント)
メンデン (ザウアーラント) (ドイツ語: Menden (Sauerland), ドイツ語発音: [ˈmɛndn̩ ˈza‿uɐlant]) は、ドイツ連邦共和国ノルトライン＝ヴェストファーレン州アルンスベルク行政管区のメルキッシャー郡に属す中規模郡所属市である。この街はザウアーラント北部に位置している。
9世紀に初めて文献に登場するこの街は、何度も破壊され、そのたびに再建された。ケルン選帝侯に属すヴェストファーレン公領との境界に位置することから、頻繁に戦闘的対立に巻き込まれた。歴史的中心街では、中世に建てられた建造物や、2本の防衛塔を含む市壁の遺構がこの街の歴史を物語っている。メンデンは、1975年の自治体再編により現在の姿となった。
経済的には、メンデンは特に金属加工業の中規模企業が主役である。この街はヘネ川沿いに位置していることから、非公式に「ヘネシュタット」のニックネームで呼ばれている。

## 地理

### 位置
メンデン (ザウアーラント) は、メルキッシャー郡北東部に位置する。北はルール川がフレンデンベルク/ルール市との市境を形成している。これは同時にウナ郡との郡境でもある。東のルーアーヴァルト内にゾースト郡との郡境がある。東はホーホザウアーラント郡である。
ルール川の他に、ヘネ川が南から市域内を通って北北西方向に流れている。その重要な支流がビーバーバッハ川とエーゼ川である。
メンデンの市域はニーダーザウアーラントに属す。市域は、西のメンデナー平地、東のラウアーヴァルト、北のフレンデンベルガー＝シュヴェルター・ルールアウエに分けられる。これは土地の高さにも反映されている。北のルール川は、海抜 130 m から市域内に入り、海抜 114 m からこの街を去る。これはこの街の最低地点である。高度は南に向かって徐々に高くなり、海抜 380 m のエプベルクに至る。この他の山としては、305 m のラールベルクがある。

### 地質学
メンデンは、ライン・シーファー山地に位置しており、ヨーロッパのバリスカン造山運動の  Rhenoherzynikum に属す。レムシャイト＝アルテナアー鞍部の端には、いわゆるメンデナー礫岩がある。これは赤く着色した河川堆積物が集まったものである。この約 8 km2 の地層は、ペルム紀初期に形成され、石炭紀後期に岩層に定着した。約 100 m の厚さのこの層の上に、約 60 m の厚さの赤い粘土で形成された第2の層がある。この層も厚さ約 50 m の第3の層で覆われている。堆積の配置から、川は南南西から流れてきたことが判る。こうした特別な土壌の様子は、メンデン北部のシュヴィッターベルクの採石場で観察できる。

### 市域の広がり
広さ 86.06 km2 の市域は、南北約 10 km、東西約 14 km の幅を持っている。2015年12月31日現在、農業用地が 3,152 ha、森林が 3,2816 ha、宅地・空き地・産業用地が 1,491 ha、交通用地が 469 ha、レジャー用地・墓地が 86 ha である。

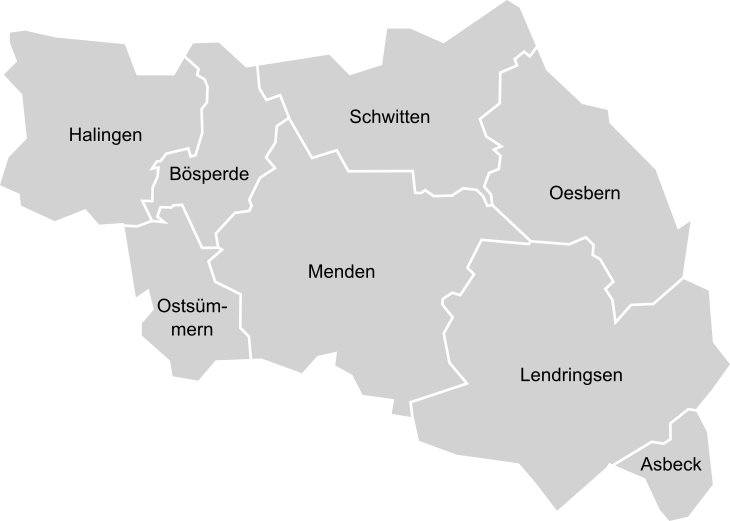
メンデン地区図

### 隣接する市町村
メンデンは、北はフレンデンベルク/ルール（ウナ郡）、北東はヴィッケデ（ゾースト郡）、東はアルンスベルク（ホーホザウアーラント郡）と境を接する。これ以外の隣接都市、南のバルヴェ、南西のヘーマー、西のイーザーローンはいずれもメルキッシャー郡に属す。

### 市の構成
市域は、行政上の管区に分かれていない。1974年まで独立した町村であったアスベック、ハリンゲン、ホルツェン＝ベスペルデ、レントリングゼン、エスベルン、シュヴィッテン、ジュンメルン東部、さらに集落のバルゲ、ベルケンホーフスカンプ、ベーニングゼン、ブロックハウゼン、ダールハウゼン、ダールゼン、フリーリングゼン、ハッセンブルーフ、ヒューイングゼン、ラールフェルト、ラントヴェール、リーテン、リュルプケ、オーバーレーディングハウゼン、オストホーフ、パーペンブッシュ、プラッテ・ハイデ、ラウーアーフェルト、ゼルハウゼン、ヴェリングゼンが今日でも一定の大きさを持つ地区としてアイデンティティーを有している。

### 気候
本市は、温帯に属す北西ドイツ気候地域の、ルール川の谷と中低山地の山並みにはさまれたザウアーラントの丘陵地域に位置している。ここでは海洋性気候が支配的である。年間平均気温は、8 - 9 ℃である。
長期観測に基づくメンデンの平均降水量は、年間 858 mm である。以下に示す15年間の観測値のうち11回が、年間降水量の長期平均値よりも高い値を示している。最後の11年間は、1996年を除いて、年間平均気温は長期平均値の 8.6 ℃よりも高い値である。

## 歴史

### 中世
レネ川やルール川の谷の小高い通り道という好適な立地は、古くからザクセン人による定住がなされ、農場が造られていた。
villa Menethinna は、818年に初めてヴェルデン修道院の文書に登場する。メンデンの主農場は、ヘーマーの2つの主農場とともにケルン大司教の所有であった。ジュンメルンとアイスボルンの主農場は、ケルン聖堂参事会が所有していた。これらの農場群は9世紀以前にすでにケルンの教会の所有となっていたと推定される。新設されたグラーフシャフト修道院は1072年に、メンデン主農場に属す10軒の邸宅を寄進された。この頃に Öfteren の村が文書に記録されている。

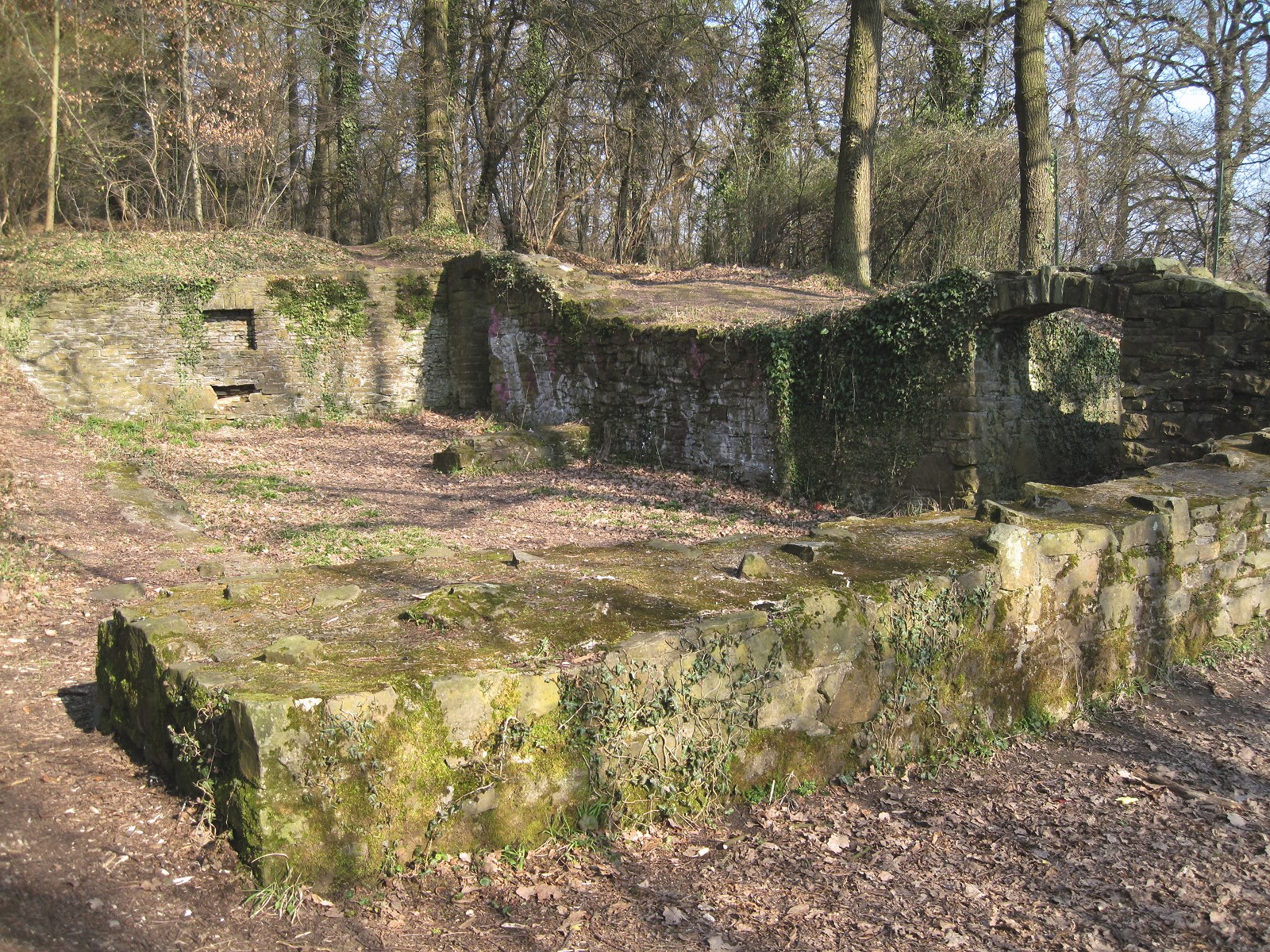
ローデンベルク城趾

メンデンは、中世後期には様々な領主が関心を持つ地域となっており、戦闘行為から免れることはできなかった。12世紀から13世紀には、メンデン周辺の王領の西側にアルテナ＝リムブルク伯の所領があった。南と北はアルテナ＝マルク伯の勢力下（後のマルク伯領）、東はアルンスベルク伯領であった。メンデンは、狭い回廊を介してケルンのヘルヴェークやヴェルルと結ばれていた。特にマルク伯は、ケルン大司教の支配地を何度も破壊した。1246年から1248年にケルン大司教からレーエンを授けられた騎士ゴスヴィンの依頼で、アルテム農場の高台に位置するローデンベルク（山）にローデンブルク城（またはローデンベルク城）が建設された。この城は1249年に初めて文献に記録されている。ゴスヴィン・フォン・ローデンベルクはメンデンの代官権を有していたので、メンデンの住民に対して権勢を振るった。罰として彼は代官職を失い、他のポストも解任され、城を手放さなければならなかった。これらはケルン大司教の所有となった。ケルン大司教ジークフリート・フォン・ヴェスターブルクはここで多くの文書を起草した。城は1301年にマルク伯エーバーハルト1世によって破壊され、その後再建されなかった。
1278年にケルン大司教は隣のフュルステンベルクに別の城を築いた。この城もやはり何度も占領され、14世紀中頃になる前に最終的に放棄された。
1250年に（1263年にも再度）マルク伯エンゲルベルト2世は、Villa munita と呼ばれる防衛施設を有する集落を破壊した。都市の成立は1262年から1289年の間とされている。1288年のヴォリンゲンの戦い後、マルク伯エーバーハルト1世がメンデンを占領し、破壊した。大司教ヴァルラムは、1331年にこの集落に都市権を授け、この街にアッテンドルンが有していたのと同等の特権を許した。1343年、マルク伯アドルフ4世はこの街とその近くにあった水城を破壊した。これらはケルン大司教ヴァルラムによって1344年に根本から建て直され、12本の塔と堀で護られた。町の西に位置する堅牢な防御を持つ城は街の防衛施設に取り込まれた。
メンデンは何度も破壊されたにもかかわらず、ケルン大司教の所有に留まった。この街は、様々な勢力が護りを固めるマルク伯とリムブルク伯との境界に位置しており、国境防衛の機能を有していた。この頃からケルン選帝侯領メンデンと呼ばれるようになった。
1437年、ヴェストファーレン公領への初の統合に加えられた。この街は、ゾーストのフェーデの際、1446年にクレーフェ公によって占領された。

### 近世
宗教改革の時代、福音主義の信仰を導入しようとするケルン大司教ヘルマン5世フォン・ヴィートとゲプハルト1世フォン・ヴァルトブルクの試みは、長く影響することはなかった。

#### 魔女狩り
1592年から1631年までメンデンで魔女狩りが行われた。このことは聖フィンツェンツ教会の教区文書に記載されている。多くの人に死刑判決が出された。1592年に1人の女性が処刑され、1628年に18人、1630年から1631年に22人のこの街の住民が処刑された。これら男性17人、女性24人の他、他所、特にヴィンベルンから来たブレジエン・ビリーやフランツ・ヘルミヒなど別件の36人（男性14人、女性22人）の処刑が記録されている。1631年ドルテ・ヒレーケが拷問による魔女裁判に異議を唱えた。この街の市立図書館は彼女にちなんで名付けられた。メンデン市議会は、2011年12月14日に、メンデンで有罪とされた魔女裁判の犠牲者の名誉回復を全会一致で決定した。

#### 三十年戦争と経済発展
三十年戦争でメンデンは3回包囲され、1634年にはヘッセン軍に占領され略奪を受けた。1662年にペストがこの街で猛威を振るった。
17世紀に激しい都市火災が繰り返しこの街を襲った。記録に残る最初の火災は1637年にこの街を破壊し、数多くの住居の他に教会塔、学校、市庁舎に損害を与えた。次の火災は1652年に約10棟の建物を残して全市を壊滅させた。おそらくこの時に市の文書が失われたため、これ以前の資料はわずかしか遺されていない。1663年の火災も恐るべき規模であった。市民の請願によりこの街の領主は街の復興のために1500帝国ターラーを拠出した。その見返りに住民たちは、石製の屋根瓦を用い、通りを広げ、防火器具を購入することを義務づけられた。
1725年に領主のケルン大司教クレメンス・アウグストは、メンデン近郊の土地を有していた騎士領所有者に対して、ヘネ川の河畔に針金工場を建設する許可を与えた。この製品の独占権を主張していた隣接するメルキッシュ・アルテナを領するプロイセンはこれに講義した。針金製造の許可を取り消せという要求に、アルンスベルクのケルン選帝侯の役所は従わなかった。その結果プロイセン兵士が国境を越えて送り込まれ、暴力的な破壊行為が行われた。しかし、メンデンの経済は総じて、隣接する経済的に発達したマルク伯領との経済交流によって利益を得ていた。産業の発展の他、穀物マーケットの顕著な発展も経験した。

### 19世紀
ナポレオンと結んだヘッセン＝ダルムシュタット方伯の軍勢が、1802年9月にメンデンを含むヴェストファーレン公領を占領した。これにより、この街およびその周辺地域のケルン大司教による支配は終結した。市議会は、142人の兵士の宿営に抵抗した。市議会は、軽い犯罪に対しても重い罰を科す刑事法を布告した。1811年にツンフトの強制的解散が行われ、メンデンのいわゆるグローセ・ギルドが廃止された。グローセ・ギルドは、近世において、メンデンでは特にリネン織り業者によって形成された商人と職人の最も重要な連合体であった。ヘッセン時代に、ケルン選帝侯治下のアムト・メンデンは、より広い範囲を含むアムト・メンデンに再編成された。
ナポレオン支配が終結した後、1816年にプロイセンがメンデンを含むこの地方を支配した。メンデンは1817年にイーザーローン郡に編入された。この決定は当初、住民から疑問の目で見られており、1830年になってもなおミュンスターの州議会で議論がなされた。メンデンは1856年にプロイセンの都市法を受け容れた。
1848/49年革命の第2フェーズとして、1849年5月に医師フリッツ・ベーリングの指導の下約200人のメンデンの労働者が、政府軍に対する蜂起を支援するためにイーザーローンへ向かった。イーザーローンの流血のキリスト昇天の祝日の後、ベーリングは逮捕されたが、1年後に解放された。
1872年、メンデンは鉄道網に接続した。これは工業発展の決定的な前提条件であった。最初にメンデンに達した鉄道路線は、ベルギッシュ＝メルキッシェ鉄道共同体のレトマーテからフレンデンベルクに至る路線であった。その後、プロイセン邦有鉄道のヘネタール線が加わった。
労働運動は、特にキリスト教産業組合の形で導入された。したがって20世紀初めにはこの街でザウアーラント産業協会の地域グループが結成された。その後キリスト教金属加工労働者連合が力を持った。西部ドイツ地域のストライキへの意欲が全体的に低下したのとは対照的に、メンデンでは1912年秋から1913年春まで長期にわたるストライキが行われた。これによりキリスト教金属加工労働者連合は、メンデンにおける連合の強化を期待した。

### ヴァイマル共和政と国家社会主義
聖マリア・マグダレーナ・ポステル教団の教団姉妹会は、1919年にカトリックのリツェーウム（女子高等中学校）を創建した。第一次世界大戦後の困窮は、メンデンやその周辺地域に社会的な混乱をもたらした。これにより保守勢力と労働運動との対立が起こった。特に1923年に抗議があった。1920年代初めからすでに極端な権利の主張も目につくようになった。国家社会主義の歴史家の説によれば、1921年/1922年には NSDAP の地域グループがすでにあり、1922年の一時的な政党禁止の際に Lesegesellschaft des Völkischen Beobachters として偽装した。そのわずか後に反セム連合の地域グループやその他の国家社会主義的指向を持つ団体が結成された。国民スポーツ連合が突撃隊の前身となった。おそらく1923年に再結成された NSDAP-地域グループは、ヴェストファーレンで最初に結成された地域グループの1つであるとされている。この党はミュンヘン一揆後に活動が禁止されると、国家社会主義自由党と偽装した。
ナチ党の権力掌握直後からメンデンの国家社会主義者らはユダヤ人商店のボイコットを呼びかけた。それは何度も続けられた。シナゴーグは、1938年11月9日の水晶の夜に冒涜され、焼失した。24人のユダヤ系メンデン住民が国家社会主義者の収容所内で死亡し、他の45人が追放の犠牲となり国外へ逃亡した。少なくとも25人のメンデン出身者が「ツィゴイナー」としてアウシュヴィッツ＝ビルケナウ強制収容所に送致され、このうち少なくとも20人はこの絶滅収容所で絶命した。他の収容所へ送られた者もいた。その運命は判っていない。
1941年6月14日、メンデンに初めて焼夷弾の爆撃が行われた。これにより12人が死亡し、大きな被害が生じた。1945年2月1日のフレンデンベルクおよびメンデンへの爆撃では、23人が死亡した。爆撃で死亡した外国人強制労働者の人数は判っていない。
戦争中、この街の多くの企業が強制労働者を雇っていた。強制労働者のために造られたバルヴェ近郊サンスーシーの労働者育成収容所から、トート機関の指導下でオーバーレーディングハウゼン地区に水素化地下プロジェクト「シュヴァルベ I」の坑道を建設するための労働力が供給された。政治上の反対派に対する迫害は、メンデンでは戦争の最終フェーズまで行われていた。1944年7月20日の失敗した暗殺計画後、「アクティオーン・ギッター」（格子作戦）によって多くの人物が逮捕された。
戦中、カール・ブラントの指導下で、ドルトムントやボーフムからの負傷者や病人のための代替病院がヴィンベルンに建設された。メンデン＝バルゲの集団墓地は、安楽死による死者（T4作戦）と関連づけられていた。しかしこれは、検察の捜査で証明されなかった。

### 戦後
メンデンは1946年からノルトライン＝ヴェストファーレン州に属した。1974年4月30日にメンデン市とアムト・メンデンの町村との間で地域変更協定が結ばれ、市町村長とアムトの責任者が署名した。1975年1月1日に、自治体の新設がなされた。それまで独立した町村であったアムト・バルヴェのアスベック、ハリンゲン、ホルツェン＝ベスペルデ、レントリングゼン、エースベルン、シュヴィッテンおよびジュンメルンの一部がメンデンに合併した。ヴィンベルンは1969年7月1日にすでにゾースト郡の新設とアムト・メンデンからのベックム郡の分割に伴い、アムト・メンデンから分離されて、ゾースト郡のヴィッケーデ (ルール) に統合されていた。メンデンの歴史を記念して、1992年10月17日にメンデン歴史柱が建立された。

### 市町村合併
ザウアーラント/パーダーボルン地域の市町村および郡の新設に関する法律（ザウアーラント/パーダーボルン法）に基づく行政・地域改革により、1975年1月1日にアスベック、ベスペルデ、ハリンゲン、レントリングゼン、エースベルク、シュヴィッテンおよび旧ジュンメルンの一部がメンデン (ザウアーラント) に合併した。

## 住民

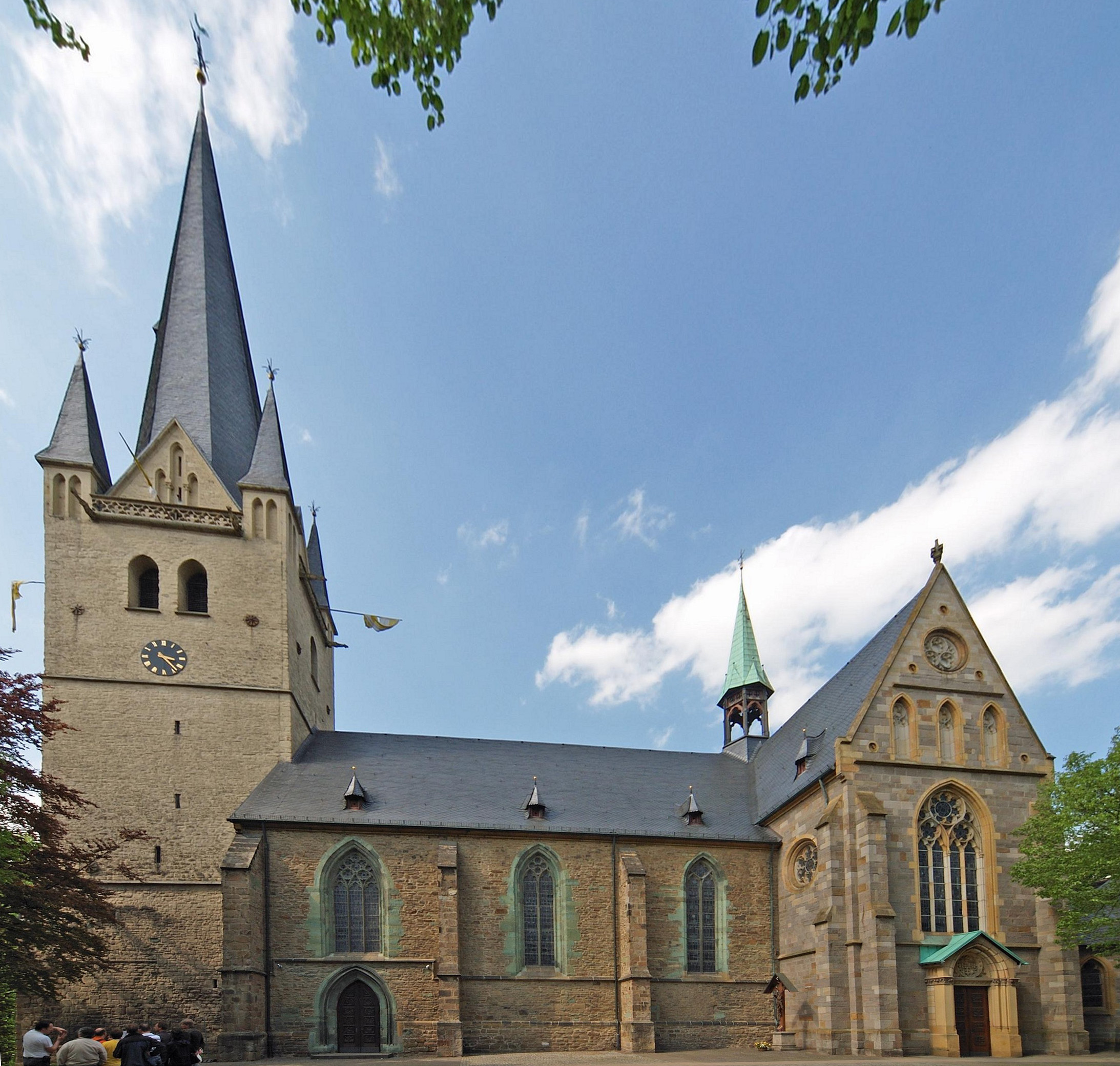
カトリックの聖フィンツェンツ教会

### 宗教
メンデンにおけるキリスト教化と原始教会区の成立は、800年頃である。聖フィンツェンツを守護聖人とするメンデン教会区は、アッテンドルン首席司祭区に属していた。1243年にそれまで大司教に属していたメンデンの教会は、ケルン聖堂参事会に移管された。教会禄授与権と聖職者の叙任権はこれ以後聖堂参事会会長に委ねられた。メンデンの荘園と教会に対する代官職は、一時的にダッセル伯がこれを所有したが、その後1232年にアルンスベルク伯の所有に移された。アルンスベルク伯ゴットフリート3世は、1272年にこれを騎士ゴスヴィン・フォン・ローデンベルクに売却した。それを受け継いだのは貴族のロムベルク家であった。所領に対する代官職はアルンスベルク伯の手中に留められた。この教会区の支部教区には、ジュンメルン、フレンデンベルク、バウゼンハーゲンが含まれた。宗教改革の時代にプロテスタントに転じたそれまで支部教区ヘーマー、ヘネン、ダイリングホーフェン、デルヴィークとの関係は絶たれた。
ケルン選帝侯のヴェストファーレン公領に属していたことから、メンデンにはカトリックが根付いている。19世紀になると福音主義信者の数が増加し、1835年に教団が形成され、1861年から1863年に独自の教会が建設された。1816年には福音主義信者は39人であったが、1871年までにその数は715人にまで増加した。2007年初めの時点でメンデンには、33,659人 (58.24 %) のカトリック信者と13,069人 (22.61 %) の福音主義信者がいた。11,067人 (19.15 %) はその他の宗教の信者または無宗教であった。カトリックの教区組織はヘーマーに本部を置くメルキッシャー・ザウアーラント首席司祭区に属す。福音主義教会は、福音主義イーザーローン教会クライスの一員である。
国家社会主義の時代までは、メンデンに活発なユダヤ教組織があった。ユダヤ人の数は1816年に47人、1871年に62人であった。シナゴーグゲマインデ・メンデンのシナゴーグは、1821年に建設され、1938年11月9日の排斥運動（「水晶の夜」）によって破壊された。この建物は、1952年に取り壊された。市は2008年11月9日に、ホーホ通りのかつてのシナゴーグのすぐ近くに「記憶の場」を完成し、国家社会主義者の残虐行為や暴力行為、ユダヤ人組織の破壊に対する悔恨を捧げている。メンデン・ユダヤ人墓地は、一部が保存されている。

メンデンの人口推移。赤線は市町村合併前の人口推移。青線は現在の市域にあたる地域の人口。

### 人口推移
19世紀初め以前の信頼に足る人口データはほとんど存在しない。1781年に235戸があった。これはアルンスベルクとおおむね同程度であった。戸数は、450戸で推定2,385人が住むゲーセケの半分程度であった。人口は三十年戦争後に大きく増加し、18世紀後半には、19世紀に新たな人口増加フェーズに入るまで頭打ちの状態となった。メンデンの人口は1816年から1939年までの間におよ10倍となり、市町村再編後の1975年に5万人を超えた。市町村合併の節で述べたとおり、1975年1月1日にそれまで独立していた多くの町村がメンデンに合併した。
2017年12月31日現在の年齢構成は、18歳未満が8,434人 (15.9 %)、18歳以上65歳未満が 32,643人 (61.5 %)、65歳以上が11,969人 (22.6 %) であった。また、男女比は、女性が27,067人 (51.0 %)、男性が25,979人 (49.0 %) であった。

## 市行政

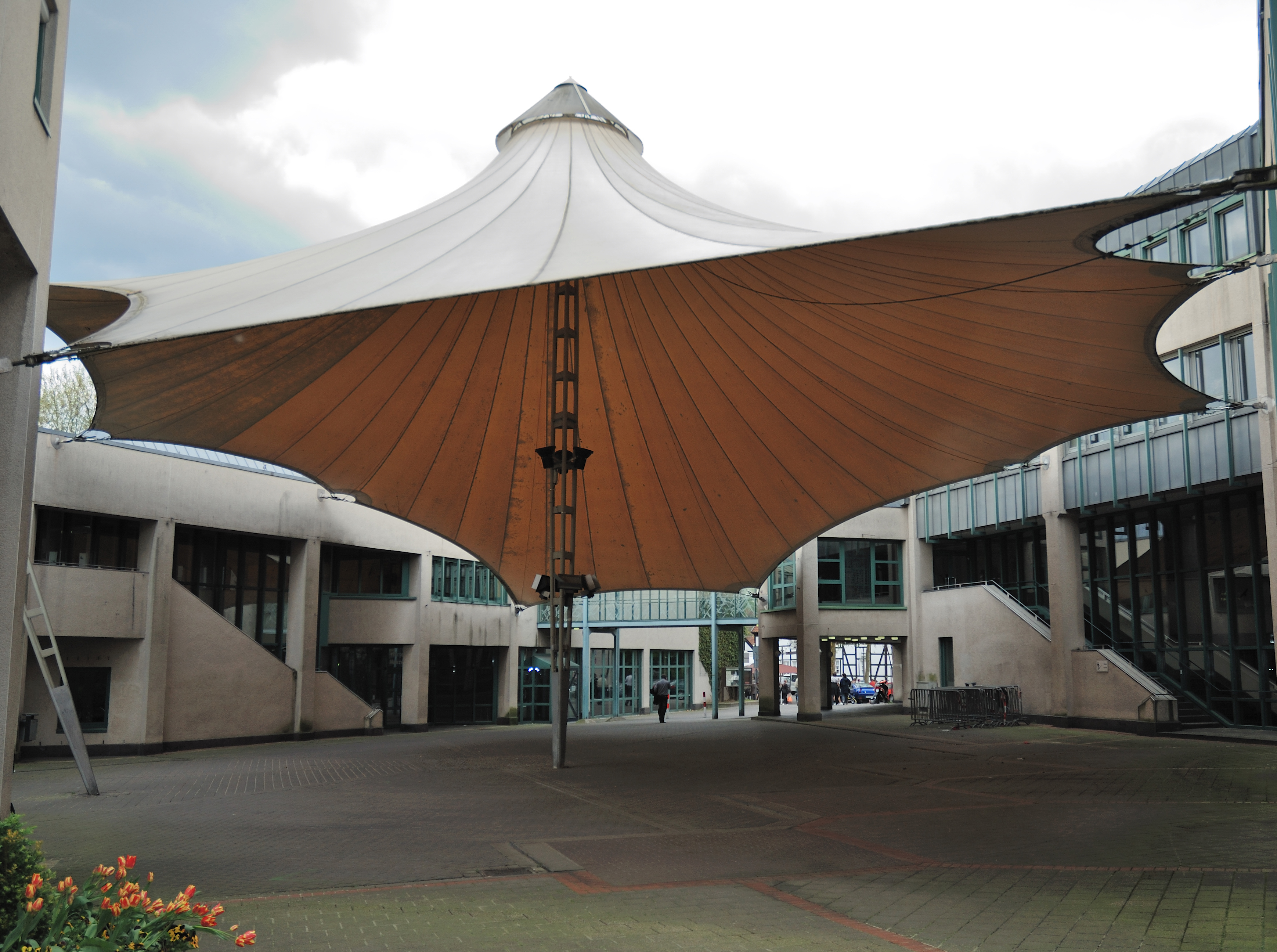
メンデン新市庁舎

ケルン選帝侯領時代、住民たちは、市長、8人の市参事会員、16人の代議士を選出した。ヘッセンは19世紀初めに市の自治権を撤廃し、中央政府に対して責務を負う Schultheißen を置いた。この制度はプロイセン時代にも引き継がれ、1836年にメンデンの修正都市条例が発効するまで存続した。これ以後は、Stadtverordnete と Magistrat が選出された。Zensus選挙法は、1808年の都市法よりも上位に位置づけられた。

### 市議会
2014年5月25日の選挙以降、メンデンの市議会は48議席の名誉職の市議会議員と専任の市長で構成されている。

### 首長
1975年の市の再編以後の市長を列記する:
| 任期           | 任期 | 任期           | 名前                         | 所属政党 |
| -------------- | ---- | -------------- | ---------------------------- | -------- |
| 1975年1月4日   | -    | 1979年10月17日 | マックス・シュミッツ         | CDU      |
| 1979年19月17日 | -    | 1984年9月30日  | エルンスト・アイゼンベルク   | SPD      |
| 1984年9月30日  | -    | 1989年         | フォルクハルト・ヴラーゲ     | SPD      |
| 1989年         | -    | 1994年10月16日 | オットー・ヴァインガルテン   | CDU      |
| 1994年10月16日 | -    | 2009年8月29日  | ルドルフ・ヨーゼフ・デュッペ | CDU      |
| 2009年8月30日  | -    | 2015年10月20日 | フォルカー・フライゲ         | SPD      |
| 2015年10月21日 | -    | 2020年10月31日 | マルティン・ヴェヒター       | CDU      |
| 2020年11月1日  | -    |                | ローラント・シュレーダー     | 無所属   |

### 紋章
図柄: 黒地に、白い（銀色の）胸壁を持つ楼門。塔には両側に張り出し部があり、門のアーチ内には黄色（金色）の吊り格子がある。その手前には白い（銀色の）跳ね橋がある。
解説: この紋章は1975年12月2日に認可された。1911年6月16日からすでにメンデン (ザウアーラント) は同じ紋章を使用していた。これはかつての市の防衛施設の塔を描いたもので、1316年にまで遡ることができる古い印章に同じデザインのものが見られる。より古い印章には吊り格子が描かれていない。1700年のアルンスベルクの紋章コレクションは同じ紋章を紹介しているが、赤地に金色の塔となっている。1911年から確定した黒と銀の配色は、かつてのケルン選帝侯領の色を表現している。

### 姉妹都市
メンデンは以下の都市と姉妹都市関係にある:
- ロコン（フランス、パ＝ド＝カレー県）1964年
- エール＝シュル＝ラ＝リス（フランス語版、英語版）（フランス、パ＝ド＝カレー県）1965年
- レストロン（フランス語版、英語版）（フランス、パ＝ド＝カレー県）1971年
- アルドル（フランス語版、英語版）（フランス、パ＝ド＝カレー県）1974年
- ブレン・ラルー（フランス語版、英語版）（ベルギー、ブラバン・ワロン州）1978年
- フリントシャー（イギリス、ウェールズ）1980年
- Marœuil（フランス、県）1984年
- プルンゲ（リトアニア、テルシェイ郡）1992年

最初の姉妹都市は、1964年にエースベルンの基礎課程学校の校長カール＝ハインツ・デュルヴァルトが創始し、好適な基盤に発展した。メンデン最初の、したがって最も古い姉妹都市関係は、エースベルンとフランスのロコンとの間で結ばれたものである。その仲介により、1965年にレントリングゼンとエール＝シュル＝ラ＝リス、1971年にシュヴィッテンとレストロンとの間で姉妹都市協定が結ばれた。市町村再編直前の1974年にハリンゲンは、同じくフランスのアルドルと姉妹関係を結んだ。これらの姉妹都市関係は、市町村再編後も引き継がれた。
カール＝ハインツ・デュルヴァルトの功績を称えて、エースベルンとメンデンとの間の遊歩道は彼の名を冠している。
友好都市は、
- アイゼンベルク（ドイツ語版、英語版）（ドイツ、テューリンゲン州）1991年
- ハルキス（ギリシア、エヴィア県）2000年

である。

## 文化と見所

### 自然保護
市域の一部はザウアーラント=ロタール山地自然公園に属している。建築物が建てられた集落部や建築計画の適用地域以外は、自然保護区 (NSG) などより高位の保護状態にない限り景観保護区に指定されている。市域内には4つの自然保護区、ルーアーヴァルトおよびビーバーバッハ自然保護区 (534.54 ha)、アババッハ自然保護区 (38.60 ha)、ローテンベルク自然保護区 (51 ha)、アウフ・デム・シュタイン自然保護区 (30.58 ha) が指定されている。

### 音楽
第二次世界大戦後メンデンの合唱活動は急速に衰退した。当初市の協会は設立されたが、地域のクラブはこれに参加しなかった。1947年、メンデンにヘネ＝ルール歌唱サークルが設立された。これは2007年にヘネ＝ルール合唱連合に改名され、ノルトライン＝ヴェストファーレン合唱連合に参加している。ヘネ＝ルール合唱連合にはメンデンの27の歌唱クラブが所属している。
いわゆる「クニュッペルムジーク」は、メンデンの5つの音楽隊によって演奏される。メンデンの最も古い楽隊は、1899年に結成され、1900年に初めてクニュッペルムジークを演奏したシュヴィッテン音楽隊である。ハリンゲン音楽隊の結成は1902年、コルピングスファミリー音楽隊の結成は1909年である。
ブラスミュージックは、シュッツェンカペレ・エースベルンによって演奏される。このクラブは1913年に設立され、ノルトライン＝ヴェストファーレン民俗音楽連合の設立メンバーであった。演奏メンバーは約40人である。このクラブにはジュニアオーケストラが付属しており、2002年に最初の演奏会を行った。

### 射撃
メンデンでは、数多くのクラブが射撃を行っている。最も古い射撃クラブは、メンデナー市民射撃クラブ 1604 である。1837年にメンデンのローテンベルクの麓にある射撃場で第1回射撃祭が開催された。この以前の1785年のフォルクスフェストで標的射撃が行われた。また、1883年には当時の市の外側、ヘネ川沿いの草地で、射撃祭の規約に則って行う、州議会の認可を得た射撃祭がメンデンで開催された。2004年にこのクラブは、設立400年祭を記念して、ザウアーラント射撃連盟の連邦射撃祭を主催した。この他の古いクラブとしては、レントリングゼン市民射撃クラブ 1857、ザンクト・ゼバスティアーン射撃兄弟団 1848、ホルツェン＝ベスペルデ＝ラントヴェール・射撃クラブ 1857 がある。

### 演劇
テアター・アム・ツィーゲルブラントは、メンデン市によって運営されている。ボランティアで活動しているアンサンブルが年間演劇プランを立案している。これには、各シーズン2本の演劇上演、朗読会、舞台形式の文学紹介が含まれる。キャバレーシリーズやジャズシリーズ、学校文化行事、市立音楽学校のコンサート、美術学校の展示会などもプログラムに組み込まれる。
かつての工場の建物が、本市で最も古い劇団 M.A.T. メンデナー・アマチュア・シアターのホームである。この劇団は、1958年にカトリックの聖フィンツェンツ青年アマチュア劇団として結成され、1960年からはアマチュア劇団メンデナー・ユゲントビューネ、1970年からは「メンデナー・アマチュア・シアター」として活動している。この演劇クラブは2000年に、かつての工場を借り、「テアター・アウス・ファブリーク」というサブタイトルで統合された。M.A.T.は2017年に、やはり旧工場の新しい劇場に移転した。ボランティアによる延べ1万時間以上の作業により78席の新しい劇場と、小劇場「MATchen」が造られた。M.A.T.は、150人以上のボランティアの団員により、子供劇、メルヘン、ユーゲントテアター（ユンゲス M.A.T.）、ブルーバードシアター、犯罪劇、Krimi-Dinner を提供している。
メンデン屋内プールの下にある、99席のカタストローフェン・クルトゥールのスカラムーシェ室内劇場では、自前の演出や客演による上演が行われている。ここでは伝統的にクリスマス初日の朝にクリスマスマチネーが、夕方には自己演出によるクリスマス劇が上演される。子供にはキッズクラブがある。人形劇パフォーマーのボード・シュルテはこのステージでキャリアの第一歩を踏み出した。
ハリンゲン市区には、1988年からハリンガー・ドルフテアターがある。このホールは、旅館の裏にあり、田舎の雰囲気に囲まれている。最初の演目は、喜劇「Die verlorene Erbschaft」であった。毎年1本シュヴァンクが上演され、1月から4月まで30回以上の公演が行われる。
市内の多く地区に、演劇上演を行うグループがこの他にもいくつか存在している。

### 博物館

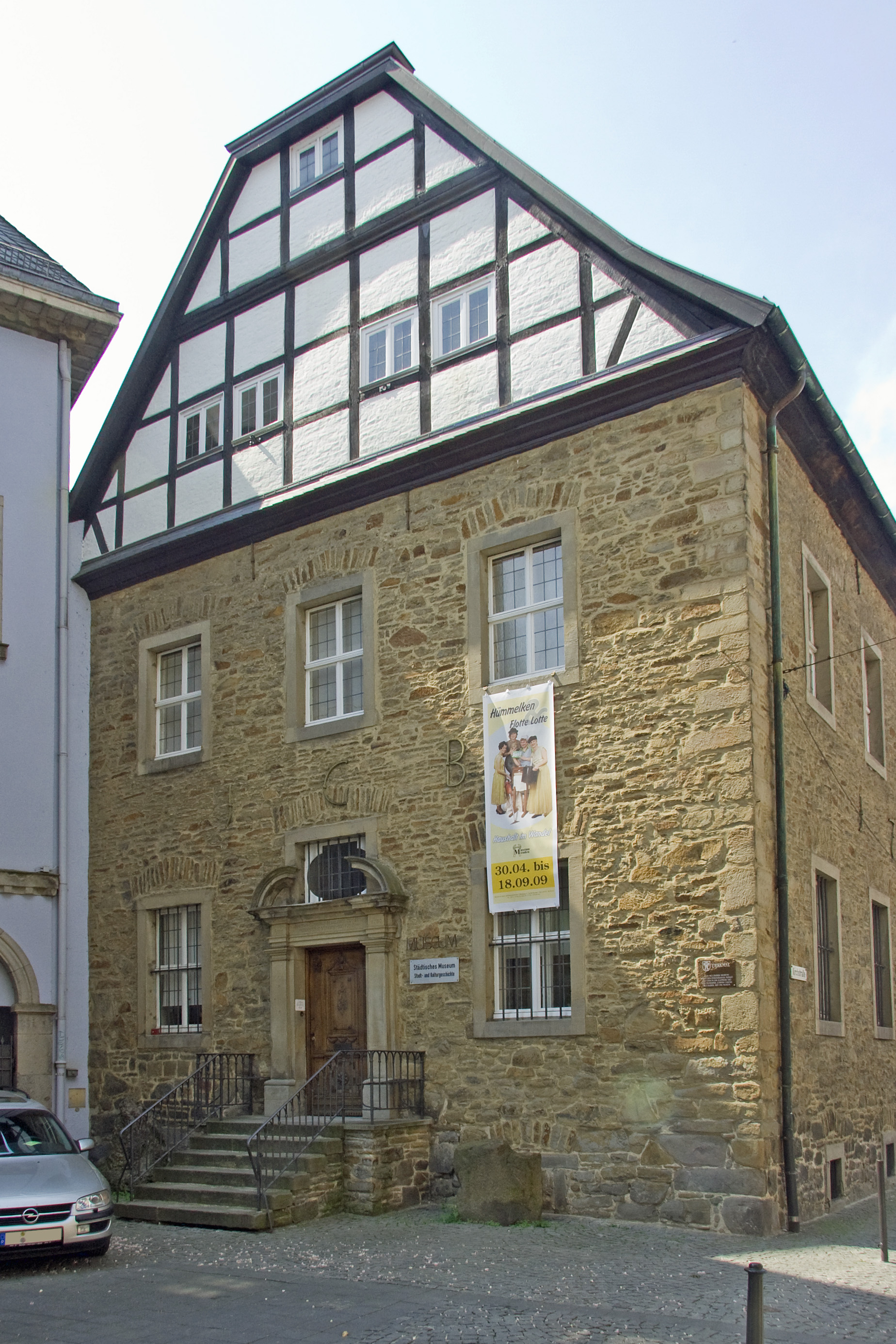
メンデン博物館

メンデン博物館は、1912年に設立され、様々な分野の収集活動を行っている。この博物館は、中世の都市生活を紹介し、メンデンの特徴的な農家や貴族の館および古い薬局の調度品を展示している。ホラアナグマの完全に保存された骨格といった発掘された先史時代や古代の品も展示されている。
シュマロッツァー博物館では、1710年に建設され、保護文化財に指定され、高額を費やして修復された寄宿舎の建物に、1840年頃の針金、家具、什器の工房が2018年から再現されている。
2019年末、グート・レディングハウゼンの主館に小さな工業博物館が開館した。
保護文化財に指定されているトイフェルス塔（直訳: 悪魔の塔）に、1981年からヴェストファーレン・カーニバル博物館が入居している。

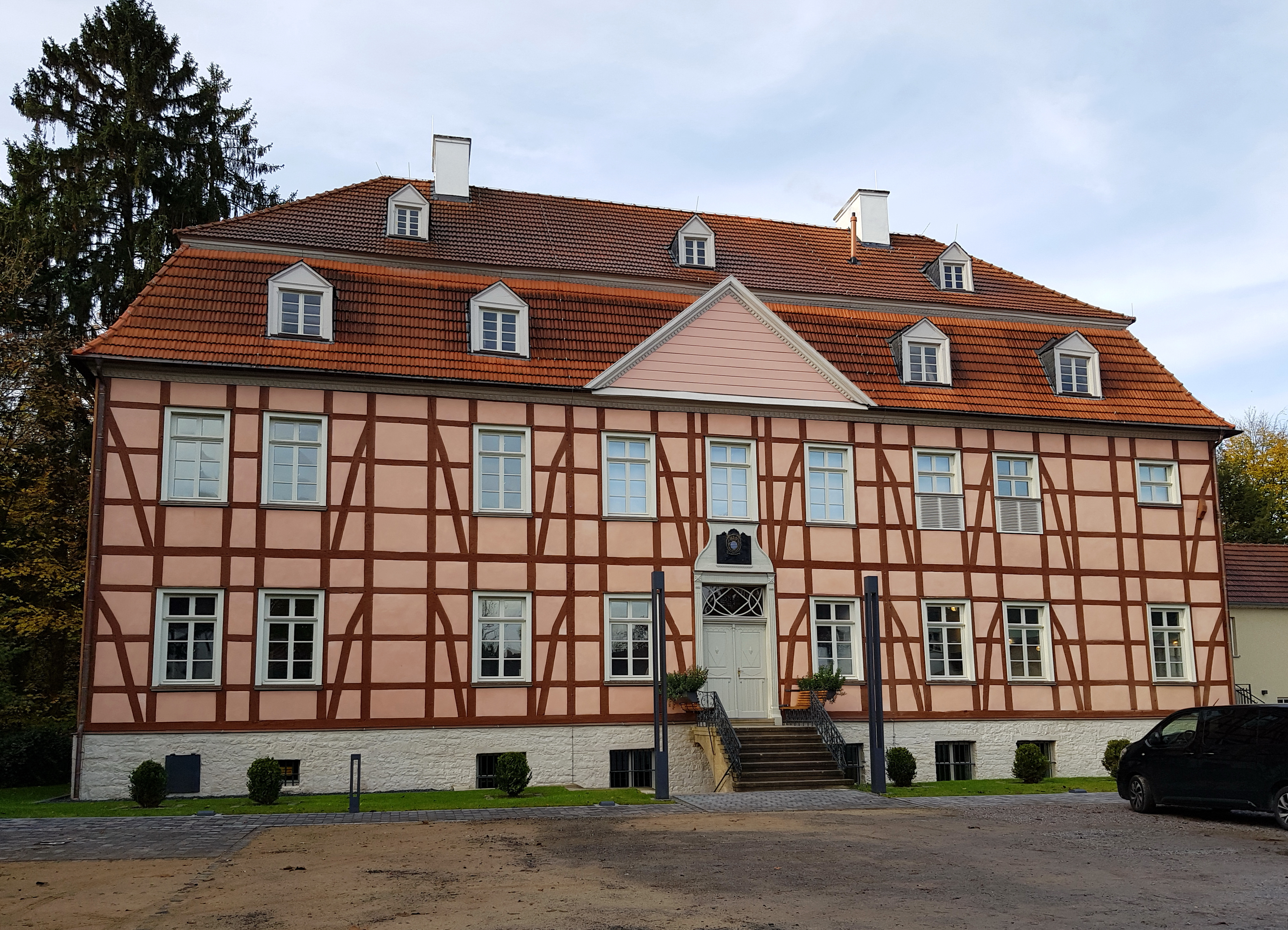
工業博物館が入居しているグート・レディングハウゼン
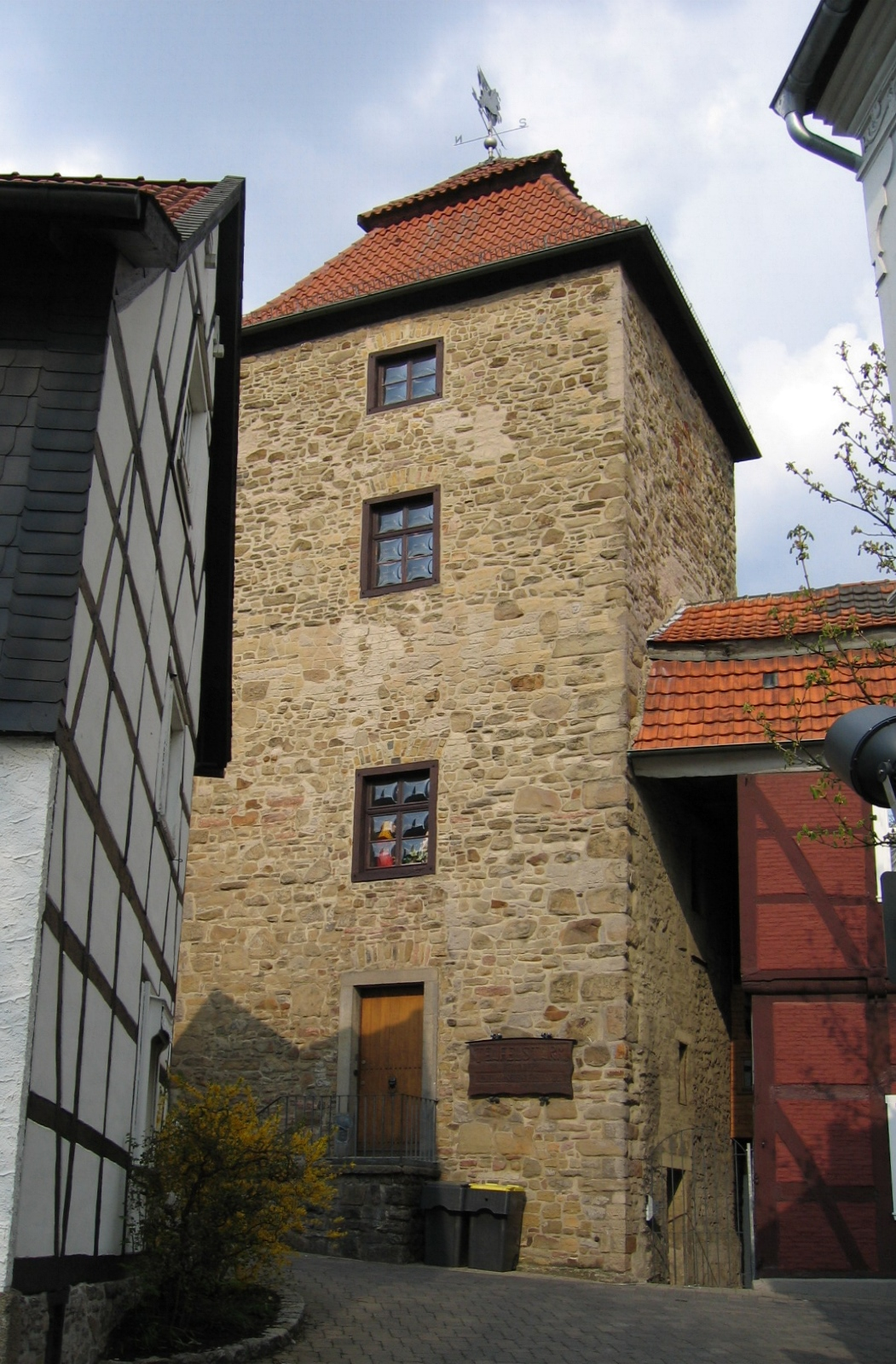
ヴェストファーレン・カーニバル博物館が入居しているトイフェルス塔

### 建造物

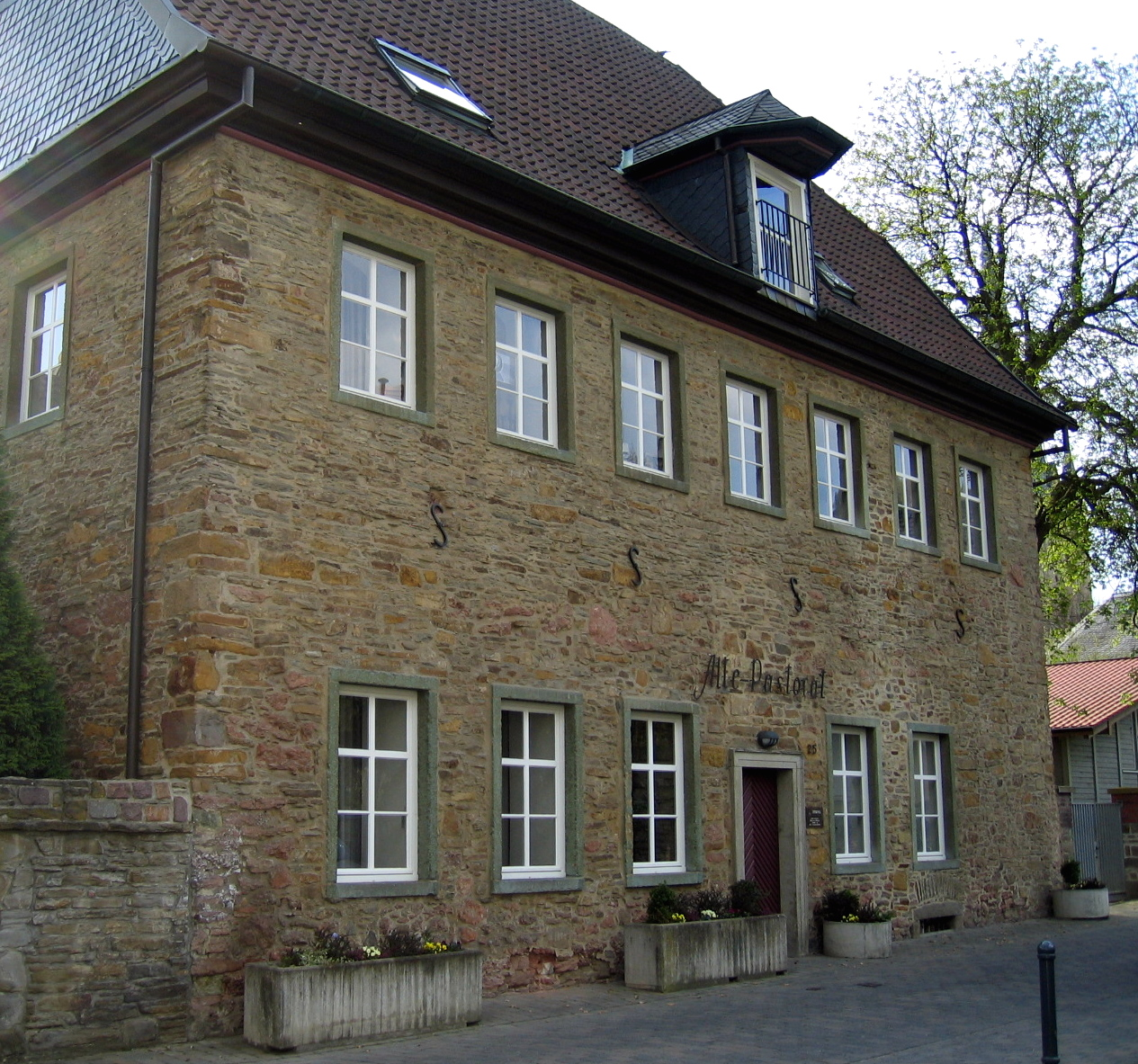
旧司祭館

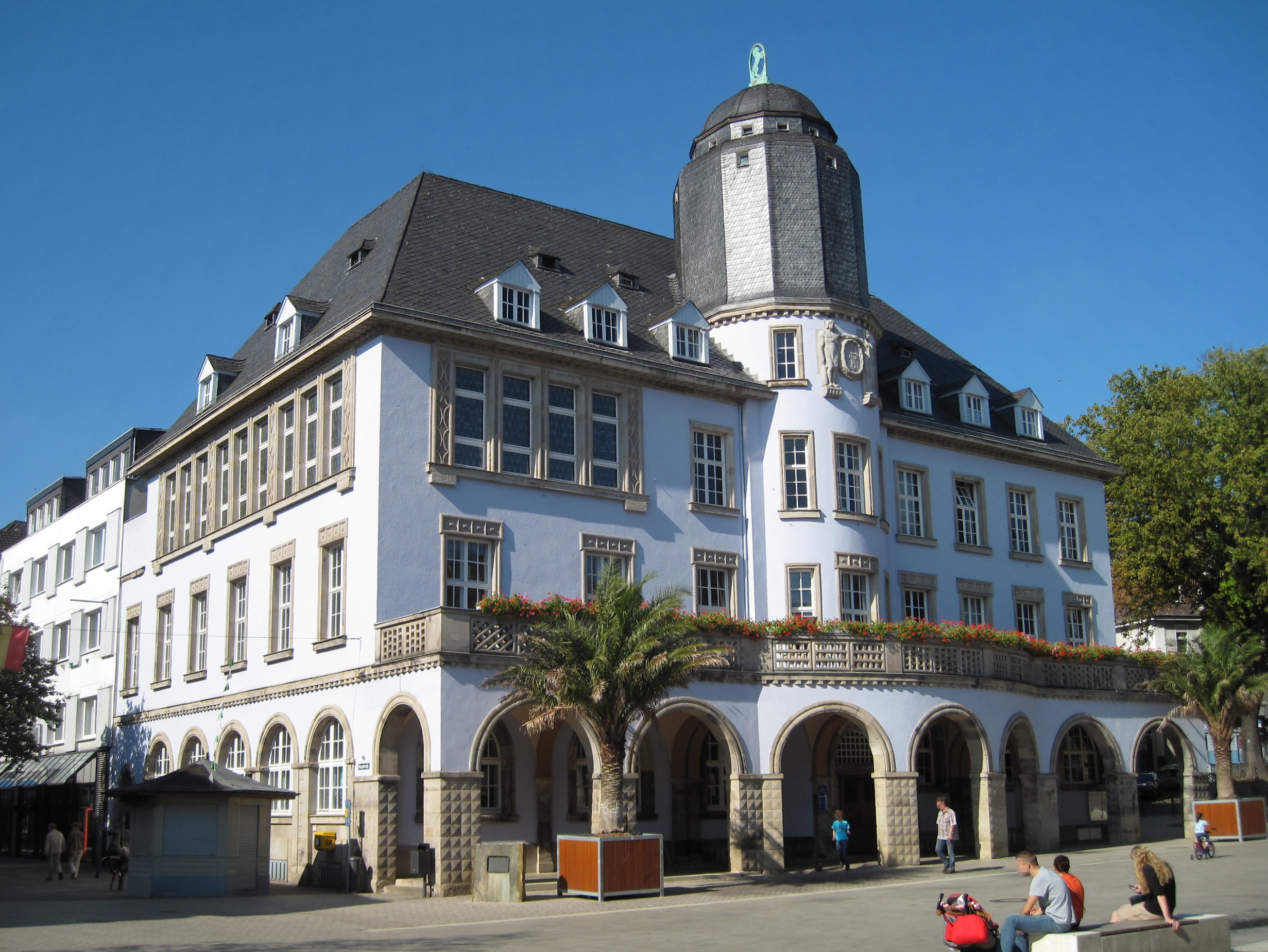
メンデン旧市庁舎

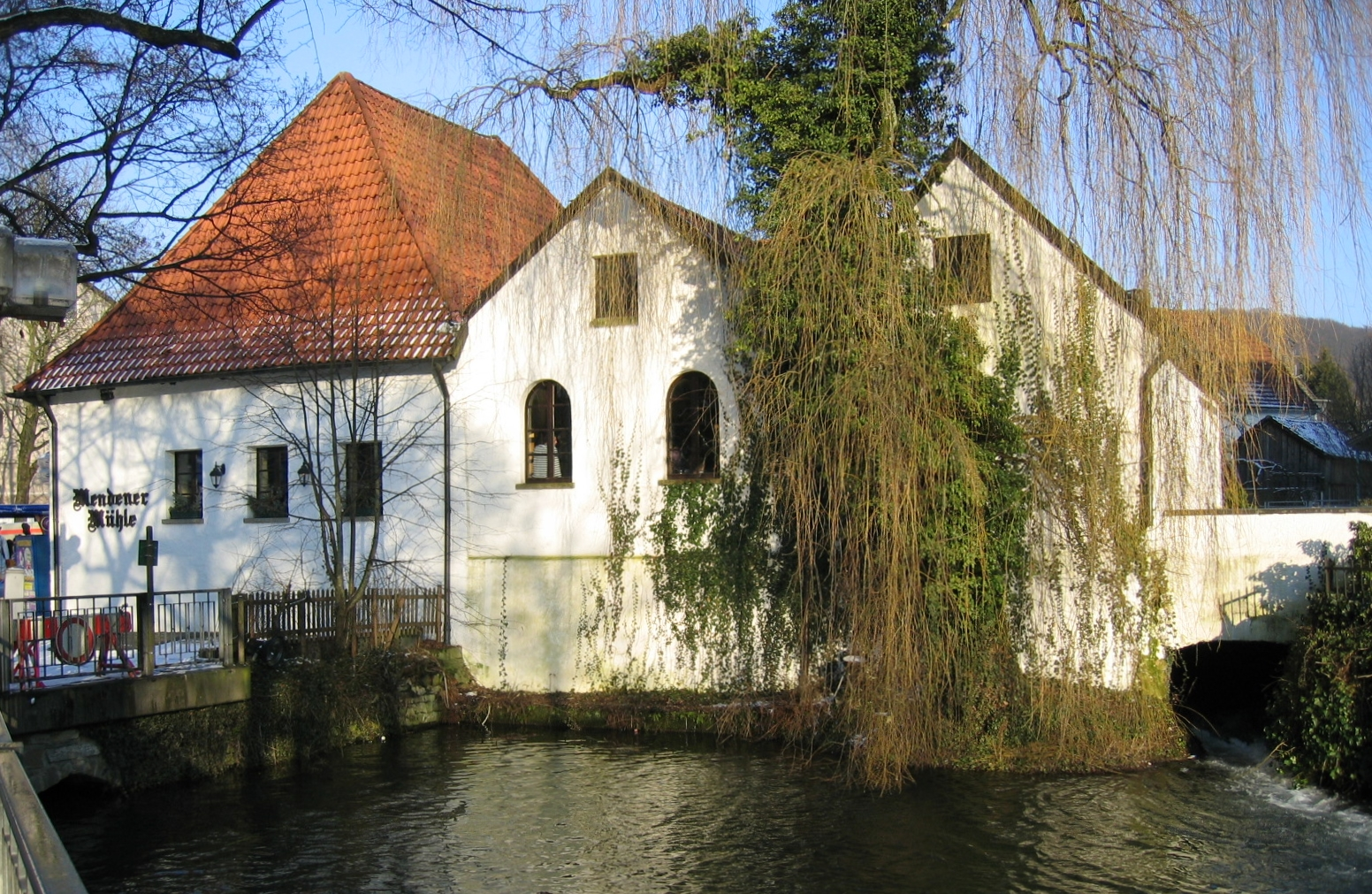
シュロスミューレ

市内には150件を超える建造文化財がある。ローデンベルク城趾（またはローデンブルク）は、メンデン市の最も古い現存建造物である。これは山の尾根に築かれた山城で、ローデンベルク家の一族の城であった。1301年に破壊された後、再建されることはなかった。1951年から1955年まで城壁跡の発掘が行われた。
この他メンデンには、一連の歴史的宗教建築が存在する。カトリックの聖フィンツェンツ教区教会は、重量感のある西塔を持つ14世紀のハレンキルヒェである。この教会は1868年から1871年に後期ゴシック様式の翼廊と内陣が増築された。内部には、1628年製の木製祭壇や15世紀後半の聖母像がある。聖霊教会は、1861年から1864年に建築家ハイデンの設計に基づいて建造された。この教会は、西塔とクローバー型の内陣を有するハレンキルヒェである。同時代の調度としては、たとえばオルガンの前面管が遺されている。
アルテンハイムの聖フィンツェンツ礼拝堂は、屋根の小塔を持つゴシック化されたザールキルヒェで、その内部には交差リブヴォールトが見られる。これに連なるアルテンハイムの建築群には、1717年に建設された貴族の館から居館が組み込まれている。これは簡素なバロック様式の玄関を持つ、大きく改築された漆喰建築である。この建物は1862年から聖フィンツェンツ協会によって病院として、1910年からは孤児院、1974年からは老人ホームとして利用されている。
旧聖霊病院（市立音楽学校）は、おそらく1290年頃にはすでに存在していた。現在の建物の最も古い部分は、おそらく14世紀から15世紀に造られた。建物は17世紀に改築された切妻屋根の漆喰建築である。木組みの破風は1667年に取り付けられた。東側に、かつての礼拝堂のトレサリー窓が2枚見られる。旧司祭館は、木組みの破風を持つ3階建ての石造建築である。司祭館は、最初の都市火災後、シュトラッケ司祭（1623年 - 1650年）の時代、1637年に再建された。1663年の壊滅的な都市火災で建物は再び焼け落ちた。同じ年に再建が始まった。この建物は1666年に完成した。半切り妻屋根は1733年に造られた。
旧市庁舎は、1911/12年に建築家カール・モーリッツによって建設された。この建物は4階建てで、中央に突き出した塔を持つ。様式上は、ユーゲントシュティールの第2期に分類される。内部は大部分が保存されている。たとえば、楕円形の階段室の人造石材製の階段などである。現在この建物には、市立図書館や市立文書館などの市の機関が入居している。
かつての大司教のアムトハウス（行政庁舎）は1350年頃に建設され、後に城館風に改築された。この建物は、1789年に市によって買い上げられ、1791年にかなりの部分が取り壊された。その場所に1800年頃にアメック家のために建設された居館は、1979年に市庁舎複合体建設のために解体された。それ以前この中には、城館内蒸留所アメッケ・メニングホフがあった。その施設のうち14世紀に建設されたレントシュライバー塔だけが、新しい建物に取り囲まれて遺された。この正方形の石造りの塔には新たに木組みの上層が建設された。多角形の階段塔は、16世紀に増築された。
シュロスミューレは、高い寄棟造3階建ての漆喰建築である。屋根裏階にはプーリーが取り付けられた木造の張り出し部がある。現在の建物は16世紀初めに建設された。その所有者には独占経営権が与えられていた。市とキルヒシュピール（教会区）の住民には、穀物をこの水車で挽いてもらうことが義務づけられていた。現在この建物にはレストランが入居している。

#### 住居

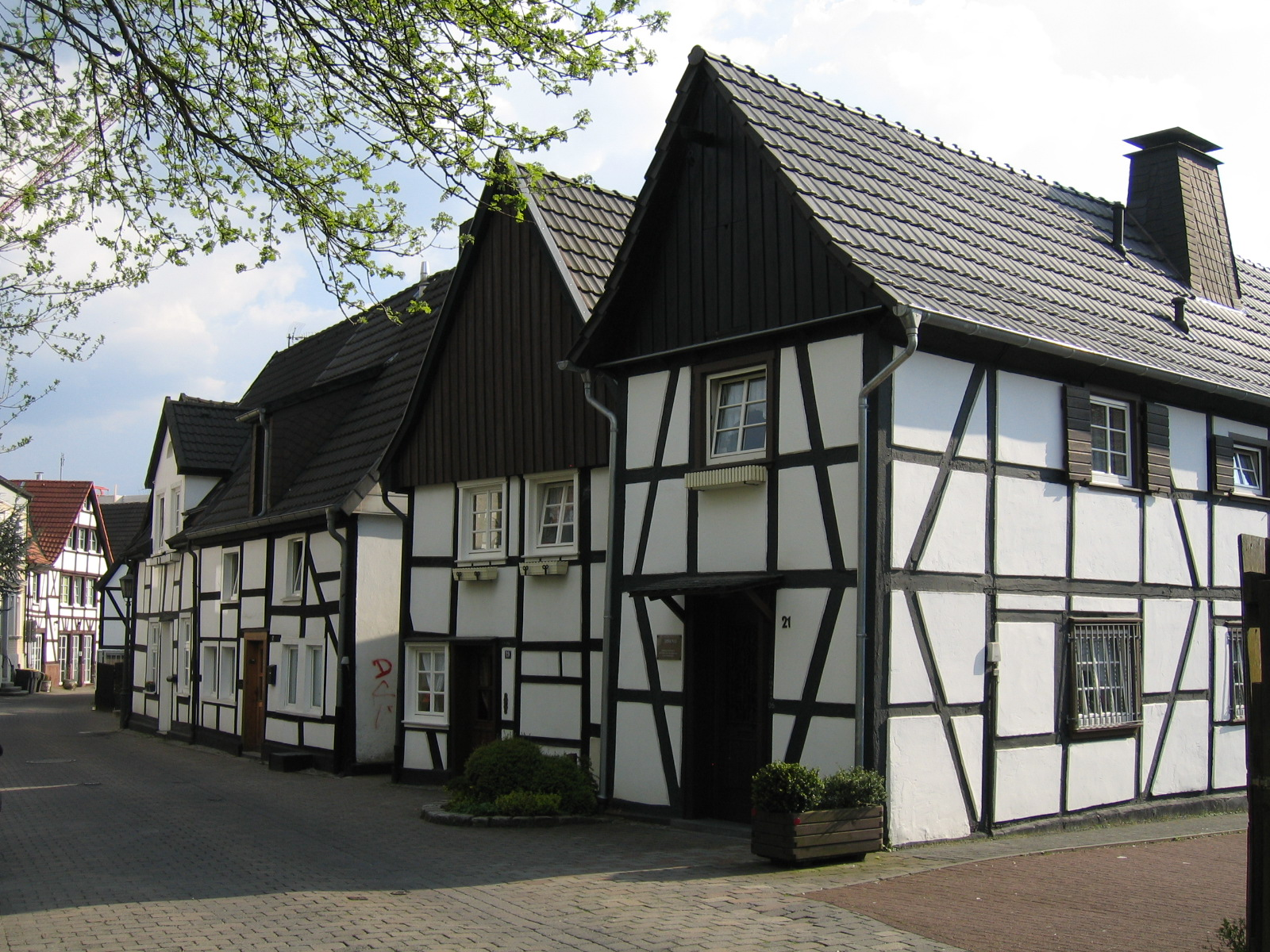
パストラート通りの街並み

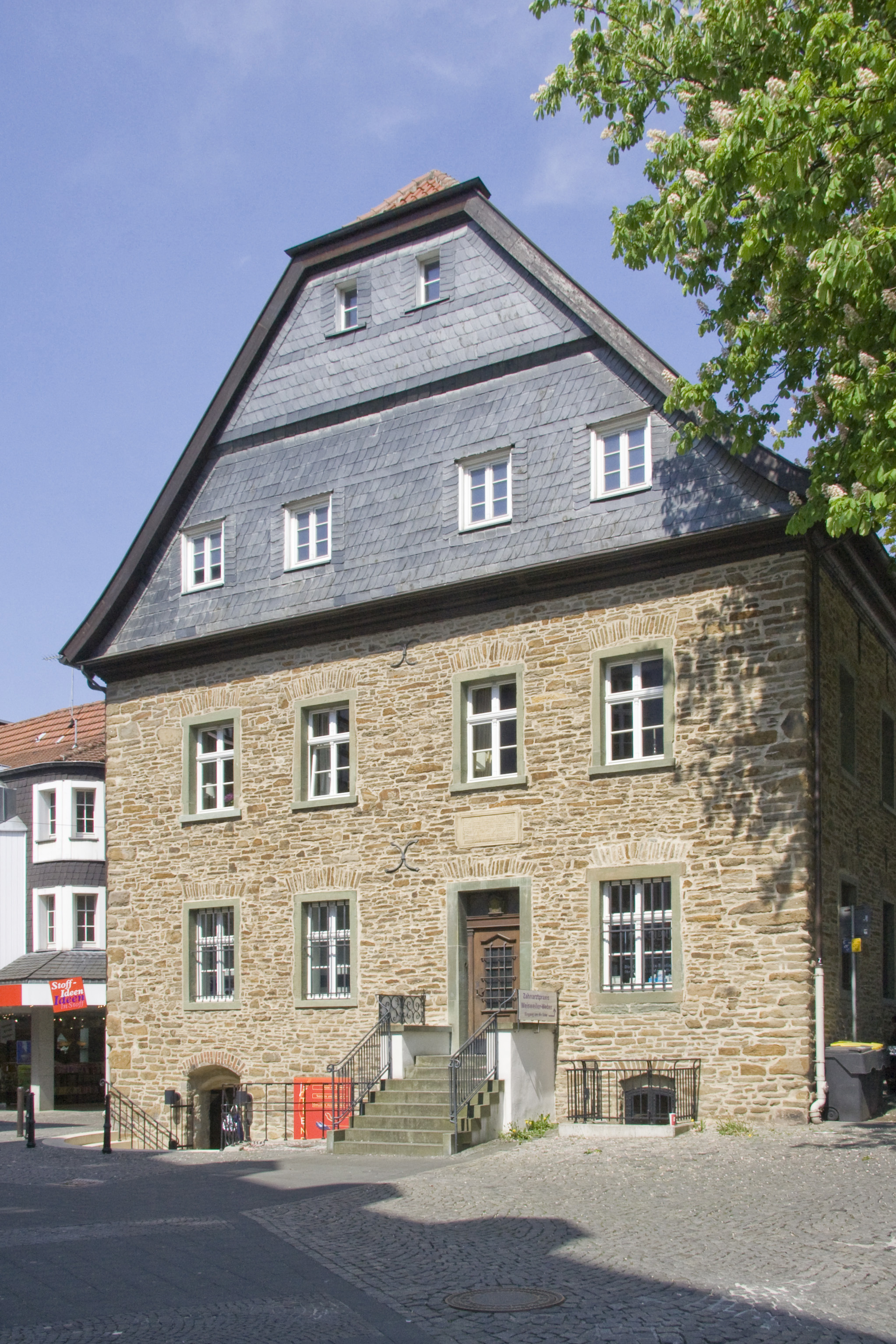
旧薬局

旧市街には、特にフィンツェンツ通りやパストラート通りには、18世紀から19世紀の木組み建築が数多く遺されている。この他に石造建築も何棟か遺っている。アポテーカーガッセ4番地には1800年頃に建てられた平土間のある2階建て切妻建築がある。ゲルバー通り22番地は、1770年以前に建設された張り出し部のある切妻建築である。その近くのスレート貼りの、破風側を道路に向けたマンサード屋根を戴く古典主義建物は、1801年に参事会員で織物職人のエンゲルベルト・リロッテによって建設された（ブラント通り5番地）。その近く（ブラント通り23番地）にある木組み建築は、おそらく1712年に建てられたものであるが、その中心部分はさらに古いと推定されている。
旧薬局は、半切妻屋根の3階建ての石造建築である。1995年から1997年に行われたこの建物の修復で、この建物の歴史の詳細が明らかになった。この建物は、それまで考えられていたように、1710年に建設されたものではなかった。修復により、5つの主要な建築部分からなることが証明された。最も古い部分は、おそらく中世に建設された。どうやらこの建物は都市火災により大きな損傷を受けた。ヨハン・カスパール・ビッゲレーベンが1710年に上階を増築し、現在も遺る5つのヴォールトを建設した。
1571年に判事のペーター・シュミットマンによって建設され、17世紀に改築された、木組みの破風とバロック様式の玄関を持つキルヒプラッツ4番地の石造建築、いわゆるシュミットマン＝ハウスは、1864年から1996年まで市庁舎となっていた。アン・デア・シュタットマウアー5番地には、シュマロッツァー＝ホイザーと呼ばれる珍しい建物がある。これは背面の壁全体が、かつての中世の防衛壁となっている建物である。1709年に建設された木組み建築は、典型的な「貧者の家」であった。この建物は、少なくとも一時期は、貧しい日雇い労働者の家であった。ペーター・ホッペによって設立されたメンデナー文化財および文化協会によって修復された後、ここは、建築史の資料であるのみならず、100年ほど前の歴史的な靴職人の工房、鍛冶屋の工房、キッチンや寝室が設えられている。

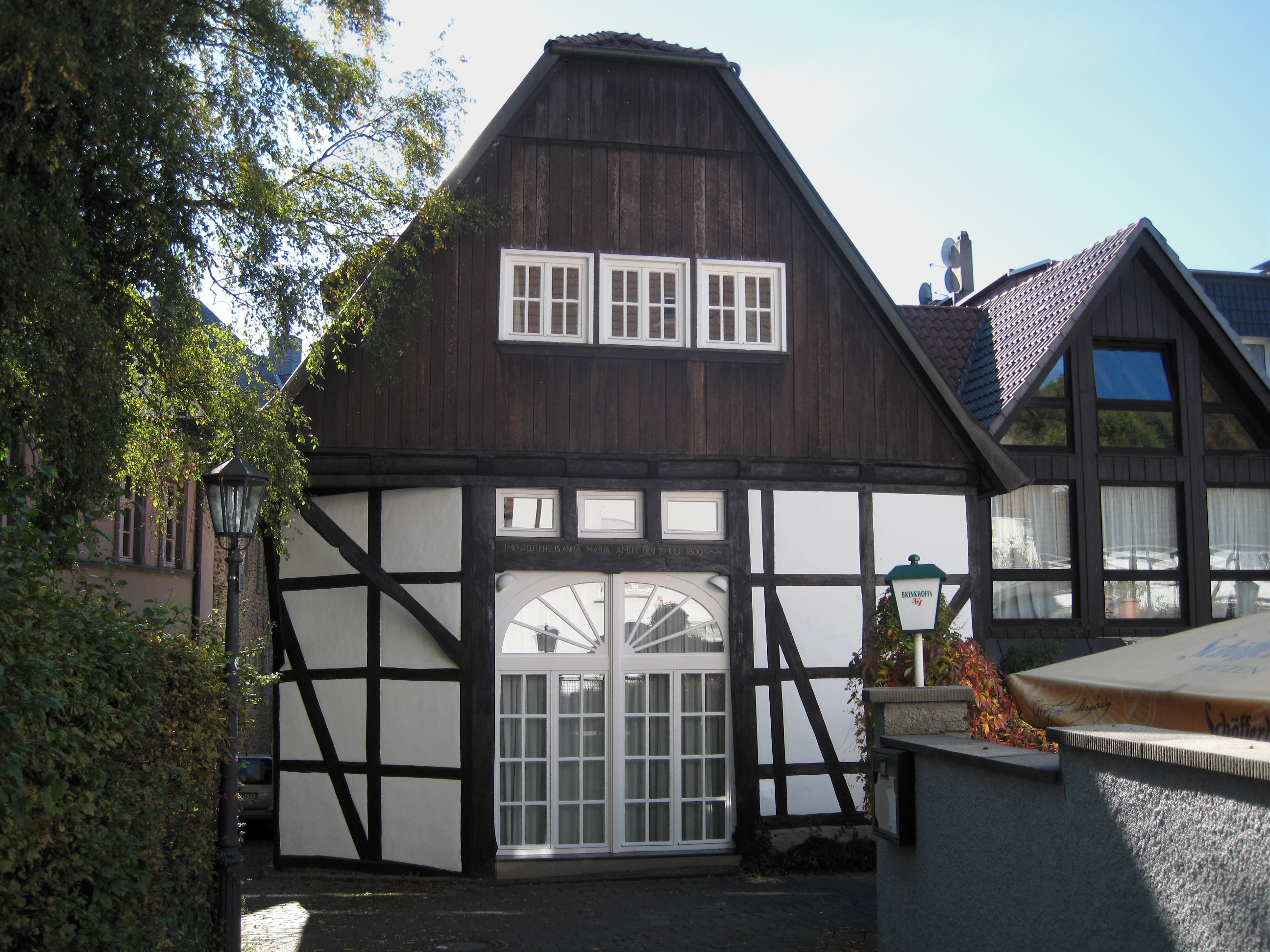
アポテーカーガッセ4番地
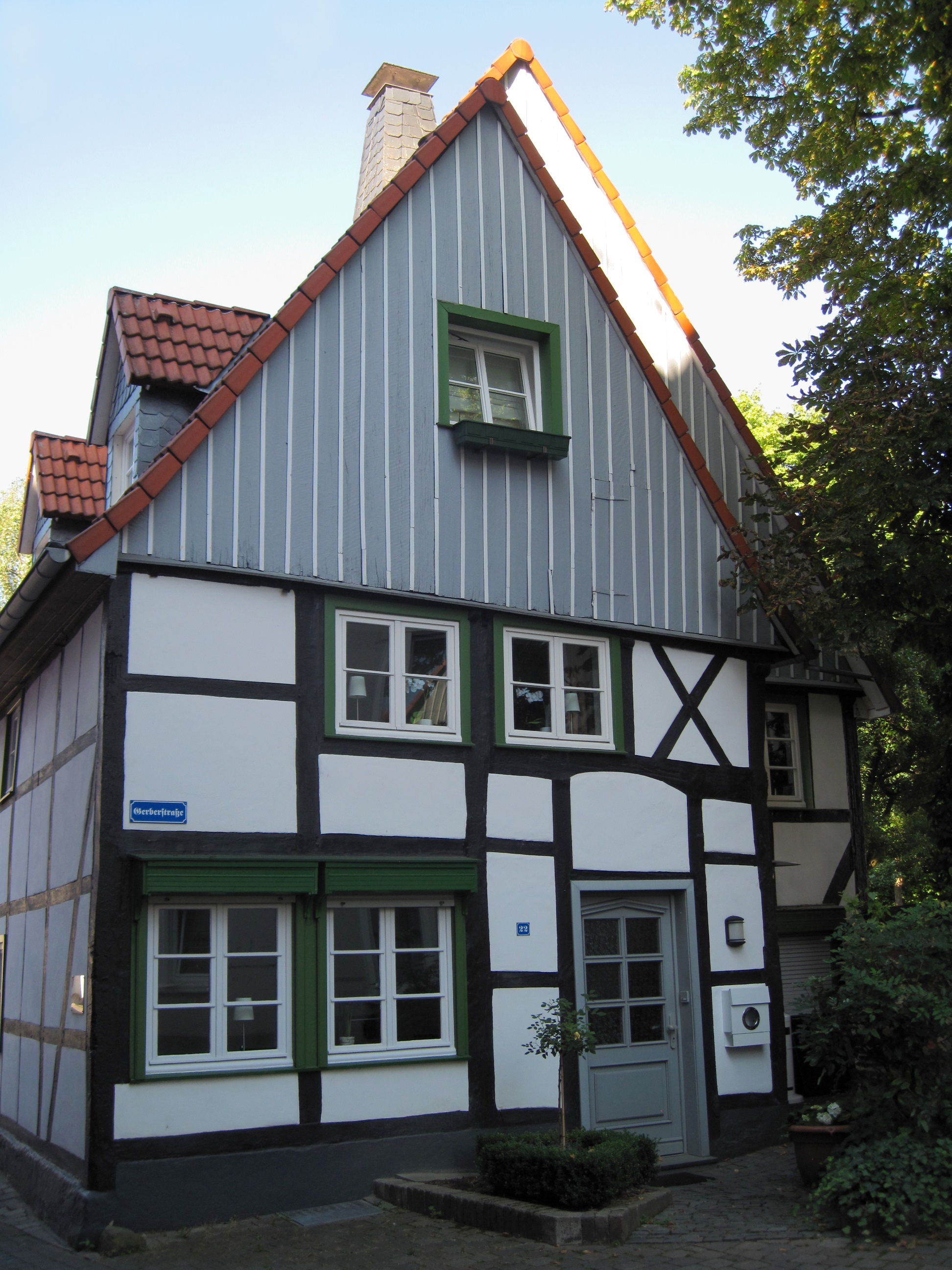
ゲルバー通り22番地
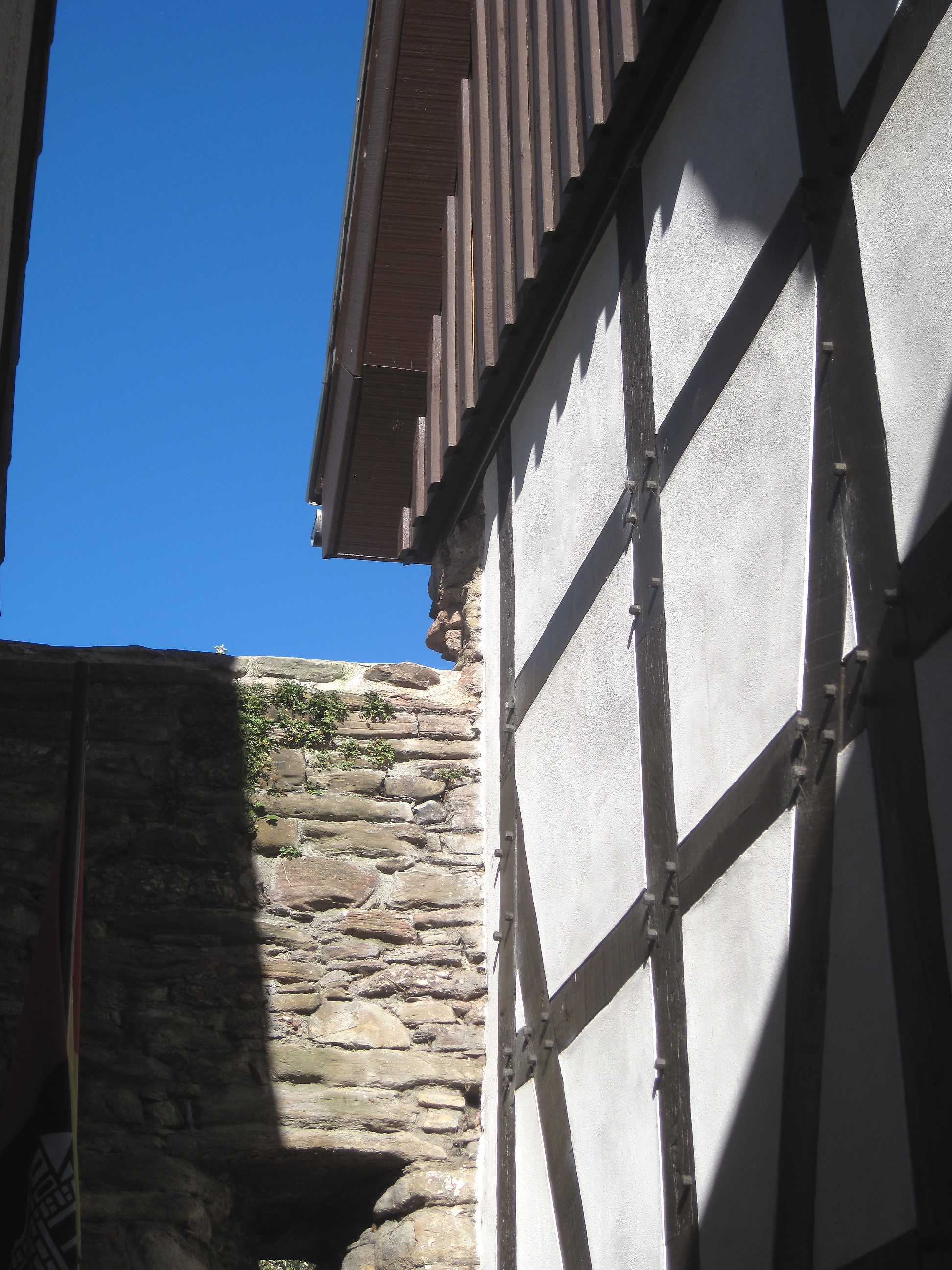
アン・デア・シュタットマウアー5番地の旧市壁と融合した建物

#### 都市防衛施設

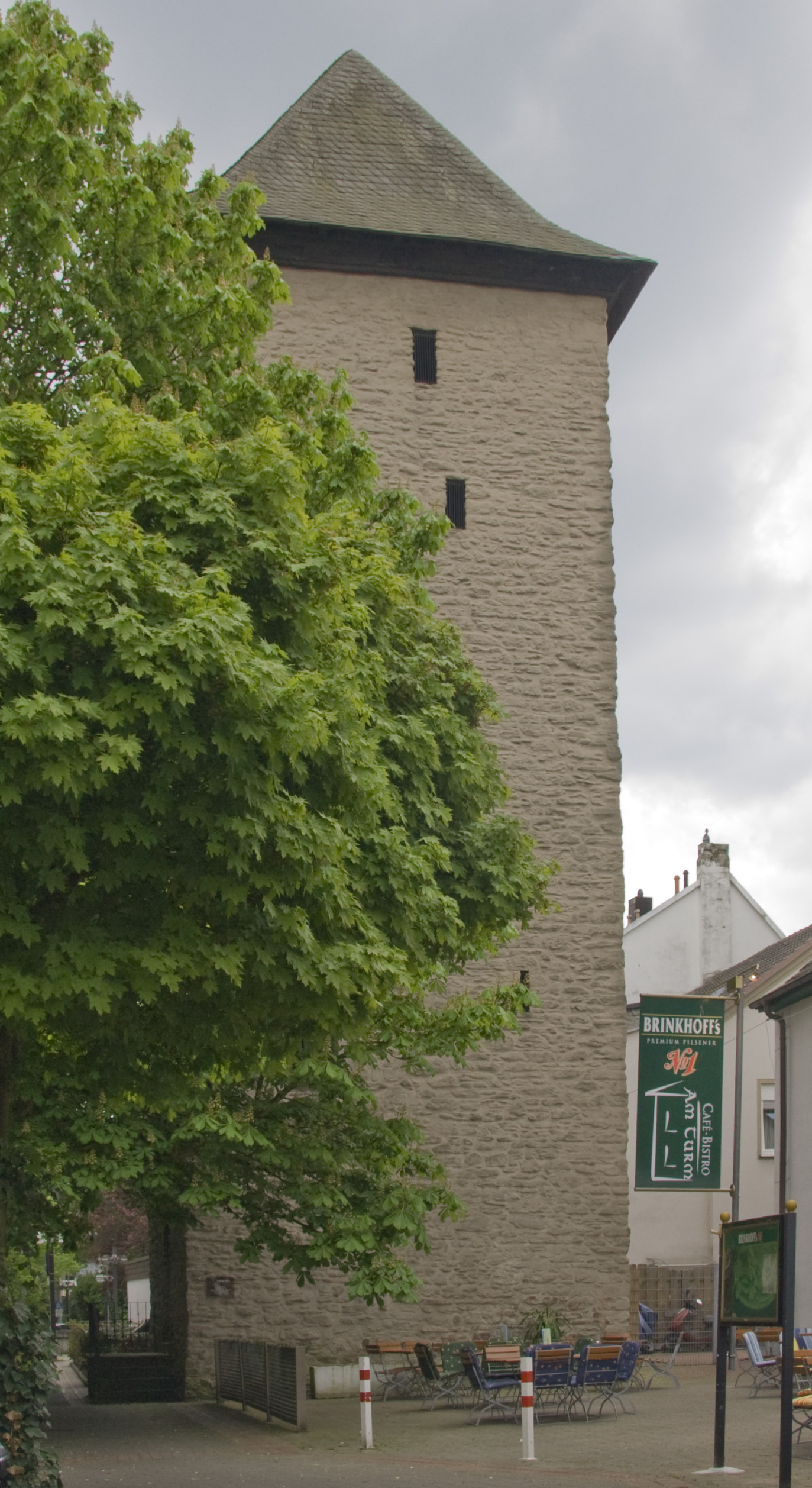
ペーニゲ塔

1344年に、ペーニゲ塔（またはパイニガー塔）が初めて史料にあらわれる。この他に、クンパー塔、デューフェルス塔（トイフェルス塔）、グラウエ塔、ヴィッデンホーフェ塔、トルンペ塔、シュマーレン塔、プルファー塔、フィラー塔、エーディング塔、シュマーレン塔およびレントシュライバー塔があった。本市は3つの門を有していた: オブリスト門、ニーダーステン門、ミュール門であった。中世後期に聖フィンツェンツ教会、穀物倉庫、レントマイスターハウス、メンケンヴァクトが建造された。
中世の市壁のうち、銃眼を持つ小さな断片が、アン・デア・シュタットマウアー3番地と5番地との間に遺されている。かつての12本の塔のうち、マンサード屋根を戴き、2棟の木組み建築をつなぐトイフェルス塔、ペーニゲ塔、レントシュライバー塔が遺されている。防衛施設は1790年から1813年の間に取り壊された。

### スポーツ

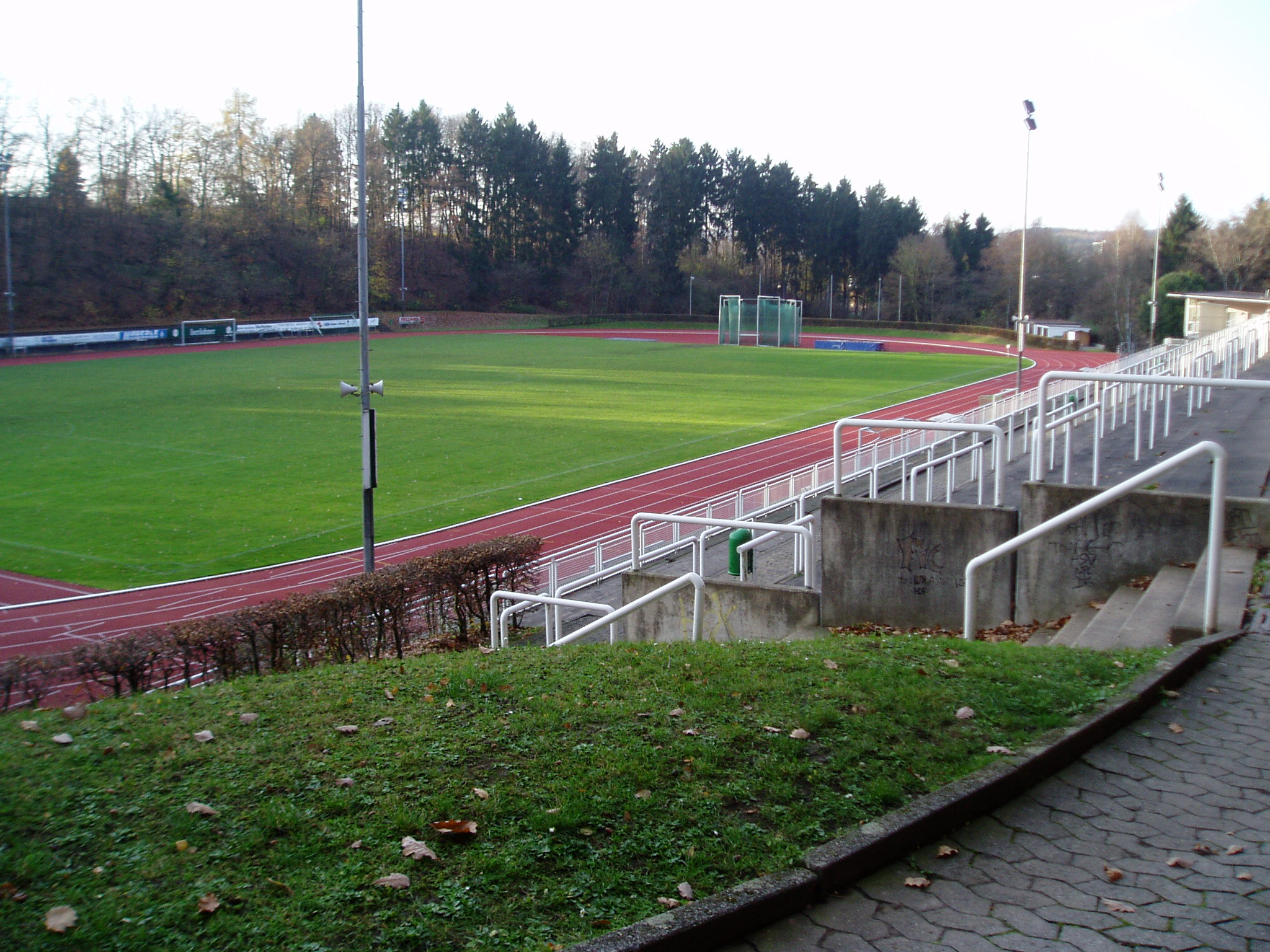
フッケノールシュターディオン

メンデンには多くのハンドボールクラブが存在する。SG メンデン・ザウアーラント・ヴェルフェは、ドイツで最も重要なジュニア選手権の1つであるザウアーラント・カップを毎年1月初めに開催している。
サッカーについては、BSV メンデンがベツィルクスリーガでプレイしている。この他にクライスリーガで戦っている他のクラブもある。2007年12月にVfL プラッテ・ハイデによって第3回が開催されたヘネ＝カップは、KRCヘンク、FCバーゼル、HBSC ベルリン、ヴェルダー・ブレーメンといったクラブの U-10 サッカーチームが参加する国際的な大会としてドイツ全土で定着した。
本市の陸上競技選手は、LG メンデンまたはマラソン＝クラブ・メンデン (MCM) に組織されている。3つの協力し合うクラブは、特に学生や青年のためにエスベルナー・ヴェークのフッケノールシュターディオンで、定期的に大会を開催している。他のスポーツ種目、たとえばテニス、水泳、潜水などには数多くのクラブがある。ファウストボールは TB ベスペルデで行われている。インラインスケートホッケーはメンデン・スケーター・クラブ・マムバスが行っている。その第1男子チームと第1女子チームは、それぞれエルステ・ブンデスリーガに所属している。メンデンにはインラインスケートホッケーを楽しめる施設がないため、このクラブはイーザーローン＝ジュンメルンで活動している。
メンデン＝バルゲには、航空スポーツグループ・メンデン e.V. がある。このクラブは1928年に設立された、ドイツで最も古いグライダークラブの1つである。このクラブは11機のグライダーを有しており、ザウアーラントで最も優れた飛行場を利用している。水泳の愛好家は、夏季に、ライトメッケ屋外プールやレントリングゼンのビーバータール自然プールを利用している。

### 遊歩道と自転車道
メンデンには広範な遊歩道網があり、ザウアーラント山地協会の地元支部が管理している。広域遊歩道としては、メンデンの中心部を起点とし、バート・ラースフェに至る全長 126 km のクリスティーネ＝コッホ＝ヴェーク（主要遊歩道 X18）がある。歴史的な中心街を、全長 245 km のルールヘーエンヴェークの主要遊歩道 XR が通っている。┻, △, >, ◇ で表示される地方の遊歩道がメンデンからザウアーラント南部や東部へ延びている。
地元のアウトファーラールントヴァンダーヴェーク A1 から A10 がある。その多くが森林地区ヴァルデマイを通っており、その他の環状遊歩道が市内全域を通っており、①から⑥のコース表示がなされている。また、地域を越えるルールタール自転車道が市内を通っている。

### 年中行事
1年最初の大きな行事が、カーニバルのパレードである。カーニバルは、メンデンでは1700年以前から文献に記録されている。最も古い習俗である「懺悔の火曜日」はこれよりもかなり古い。バラの月曜日の前日の日曜日には毎年伝統的に、装飾された車、楽隊、ダンスグループや徒歩グループによる内市街を通るパレードが行われる。
レントリングゼンは、年の前半に地区祭「レントリングゼンの春」を開催している。1988年に第1回が挙行された。この祭はレントリングゼンの産業組合が組織し、通常は、買い物のできる日曜日とリンクしている。この祭は伝統的に樽開きで開幕する。
聖金曜日の巡礼「メンデナー・クロイツトラハト」（メンデンの十字架の道行き）は、17世紀にまで遡る風習である。聖フィンツェンツ教会から出発し、クロイツヴェーク沿いに市内を通ってローデンベルクの聖アントニウス礼拝堂に至る。この間、祠や記念碑など14のステーションを経由する。この巡礼は、聖木曜日の21時から聖土曜日の6時まで1時間ごとに開催されたる。クロイツヴェークのコースは約 2.5 km である。
メンデンで最初の聖霊降臨節のキルメス（教会祭）がいつ行われたかは伝えられていない。おそらく18世紀頃に聖霊降臨節に行われていたメンデンの歳の市から18世紀頃に発展したと考えられる。毎年内市街全域で開催されるキルメスは、聖霊降臨節前の土曜日に始まり、火曜日の打ち上げ花火で終わる。長い伝統を記念して、2009年の聖霊降臨節のキルメス期間中に、重さ 300 kg のノスタルジックなブロンズ製のメリーゴーランドの馬がキルメス記念碑（「キルメスの馬」）として披露された。
文化シリーズ「メンデンの夏」では、国内外様々なミュージシャンやグループの屋外コンサートなどが開催される。文化局が組織する無料のイベントは、主に7月と8月にツェントルムで開催される。第1回文化の夏 1984 は、そのコンセプトのため、当初は賛否が定まらなかった。
2009年にツェントルムで第15回の「メンデン・ア・ラ・カルト」が開催された。この夏祭りは、文化と美食のイベントで、金曜日から日曜日に開催され、イニツィアティーフクライス・メンデナー・ヴィルトシャフト（直訳: メンデンの経済主導サークル）が主催している。
「メンデンの春・中世市」および「メンデンの秋」（工芸・美術・古物市）は、メンデンの代表的な年中行事の一つである。この種の最初の市祭は1982年に開催された。これら2つの祭は、WSG メンデンの都市マーケティングによって主催されている。2019年までこのイベントは、組織上はメンデン市と協同でメンデン産業組合が主催していた。「農民市」は、1994年から「メンデンの秋」に統合された。

## 経済と社会資本

### 発展

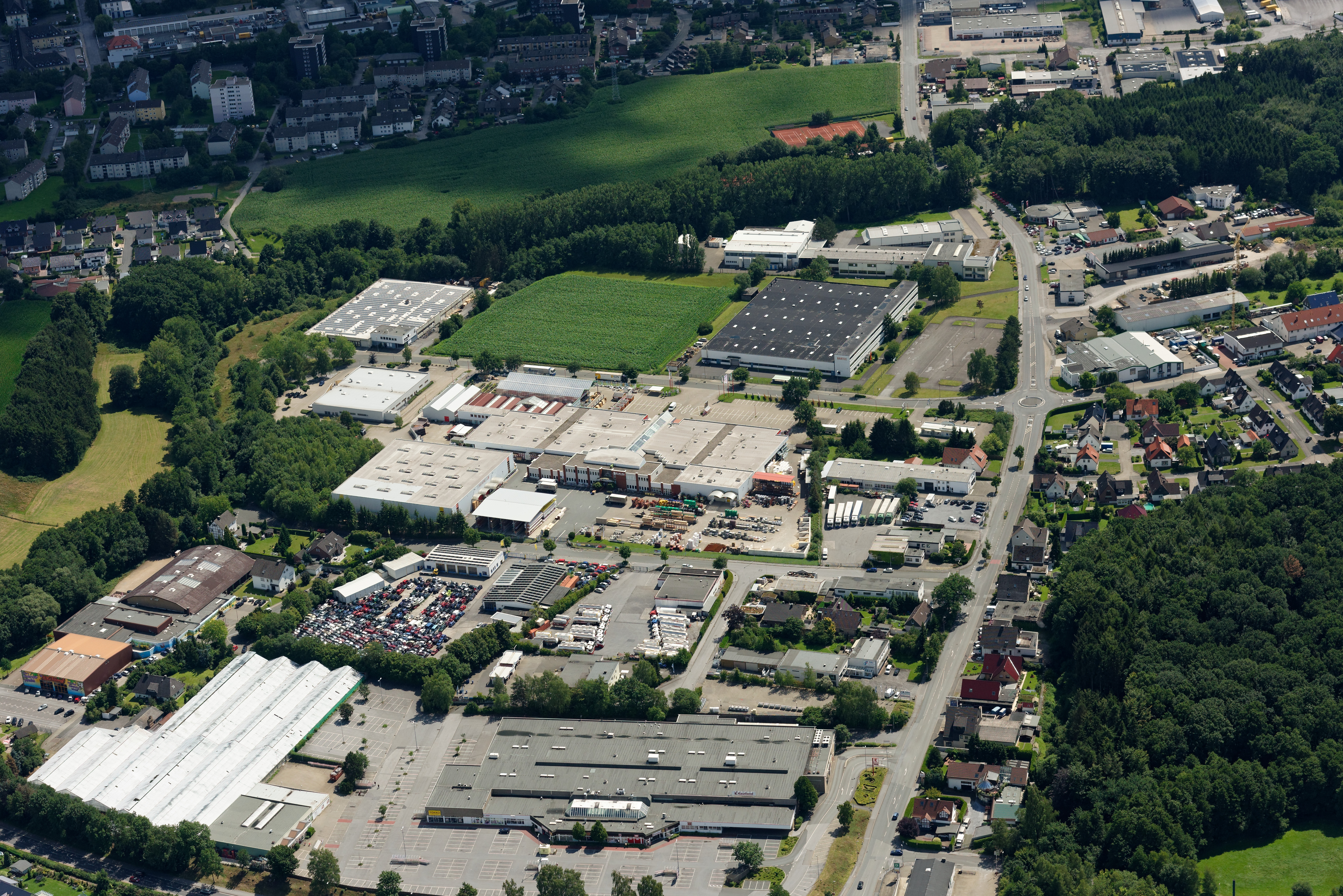
メンデンのホルツナー通り産業地区

この地域は、古くからマルク伯と緊密な経済的関係が築かれていた。特に金属加工分野では、マルク伯のモデルが頻繁に利用された。近世、メンデンでは針製造が盛んになった。この産業は、1695年にケルン出身のヨハンハインリヒ・テルニヒによってメンデンで創設された。一時的には300人の針工が働き、イーザーローンやアルテナから商人がやってきた。この産業は工業的な競合により19世紀初めにはメンデンからほとんどなくなっていた。
1789年/90年にイーザーローンの工場主アドルフ・フリードリヒ・バッセがメンデンがメンデンに絹製品の工場を設立した。この会社は1801年時点で180人の従業員と、45台の食器および紡績機を有していた。1800年頃、約100人が針工場に勤務していた。また、1820年頃までは織布産業も盛んであった。
19世紀中頃に、鉱山局が認可した鉱業業者が27社あった。このうち16社がレントリング地域にあった。しかし報告書類がほとんど存在しないことから、経済的な重要性は低かったと考えられる。
1826年にレーディングハウゼンに圧延工場が設けられ、1827年にベスペルデの新圧延工場、1835年にヘネ川沿いの錬鉄・圧延工場が設立された。シュメーレ & ロムベルク（カール・シュメーレとヴィルヘルム・ロムベルク）は、1834年にメンデンのヘネンヴェルトにヘネ川の水力を利用した真鍮の圧延・針金工場が建設された。この工場は1998年6月に取り壊された。19世紀半ば（1850年）にハインリヒ・キッシングによりメンデンにキッシング社が設立された。この会社はメダル、宗教上の礼拝具やホスチアの製造器具を開発・製造している。
1861年にメンデン市施設局が設立され、1890年にレーディングハウゼン・レントリングゼン製鉄所 (ERL) が改札された。この製鉄所は108年後の1998年5月21日に閉鎖され、その後解体された。1894年にホルレッケ水力発電所の計画が立案され、その後に実現したが、1974年にハンケ+ザイデル社の化学事故により閉鎖せざるを得なくなった。1889年に設立され、ライニッシュ＝ヴェストフェリッシェ石灰工場に属すヘネタール石灰工場は現在も稼働している。ライニッシュ＝ヴェストフェリッシェ石灰工場は、1999年からラインカルク企業グループに属している。
メンデンのヒュイングゼン地区では、現在約2,300人の従業員を雇用する企業グループ OBO ベッターマンが1911年に設立された。この企業グループは、ヨーロッパや海外に30社以上の子会社を有している。OBOは、電気配線および建築配線分野で活動する中堅企業である。この他のメンデンの大口雇用主としては、クルーディ設備製造がある。この企業の歴史は1926年にまで遡る。
2009年にドイツ最大級の街灯メーカーの一つとなった企業 BEGA は、1945年末にハリンゲン近くの市内において従業員数5人で開業し、最初の照明シリーズ商品を製造し始めた。この企業は1980年代には従業員数 500人にまで成長した。その後製造工場は拡張された。メンデンの企業アメッケは、フルーツジュースで全国的に有名になった。この会社は1947年にアルコール飲料の製造業者として創設された。現在は、ドイツおよびオーストリアで「ゼフテ」という商標で商品展開している、従業員数約 70人の中堅ファミリー企業である。従業員数約400人の HJS ファールツォイクテクニークはより新しい中堅企業である。HJS は1980年代に、三元触媒の改良コンセプトを最初に提唱したサプライヤーとして発展した。
1994年、メンデンのプラッテ・ハイデ地区で、2009年に完成する世界最大の電気モーター倉庫の建設工事が始まった。当初 300だったパレットスペースは、15年後に保管ホールが 3万パレットスペースと34,000コンテナスペースが増築された。同じプラッテ・ハイデ地区にバート・メルゲントハイムのバルテックグループは、1996年に安全開閉装置および鉱業用電子技術部門のための生産拠点を設けた。
2002年に都市ネットワークが形成された。これは「ヴィルトシャフツ＝イニツィアティーフェ・ノルト e.V. (WIN)」と呼ばれる組織で、バルヴェ、ヘーマー、イーザーローン、メンデンが参加し、共同の活動によるメルキッシャー郡北部地域の強化を目的として発足した。魅力的な経済的、レジャー上、文化的な場所としてのこの地域の拡充は、地域を超えた競争力を護ることとなる。

### 交通

#### 道路
連邦道B7号線とB515号線がメンデンで交差する。B515号線は南北にヘネタールとルール地方とを結びつけている。B7号線は、ハーゲンやイーザーローンといった西に位置する大きな都市と東に位置するアルンスベルクとを結んでいる。B7号線と B515号線とが交差している内市街の通り抜け交通が多いことから、これを軽減するために西バイパス道路が建設され、内市街は歩行者専用区域に指定された。1990年代に西バイパス道路は、レントリングゼンからの自動車交通を避けるために南方面に延伸された。イーザーローンで終わっているアウトバーン A46号線とアルンスベルクで終わっている A445号線/A46号線とを結ぶべきか否かで議論が行われている。このアウトバーン建設により地域の分断が生じる虞があるが、内市街の通り抜け交通のほとんどが B7号線に誘導されることになる。

#### 鉄道

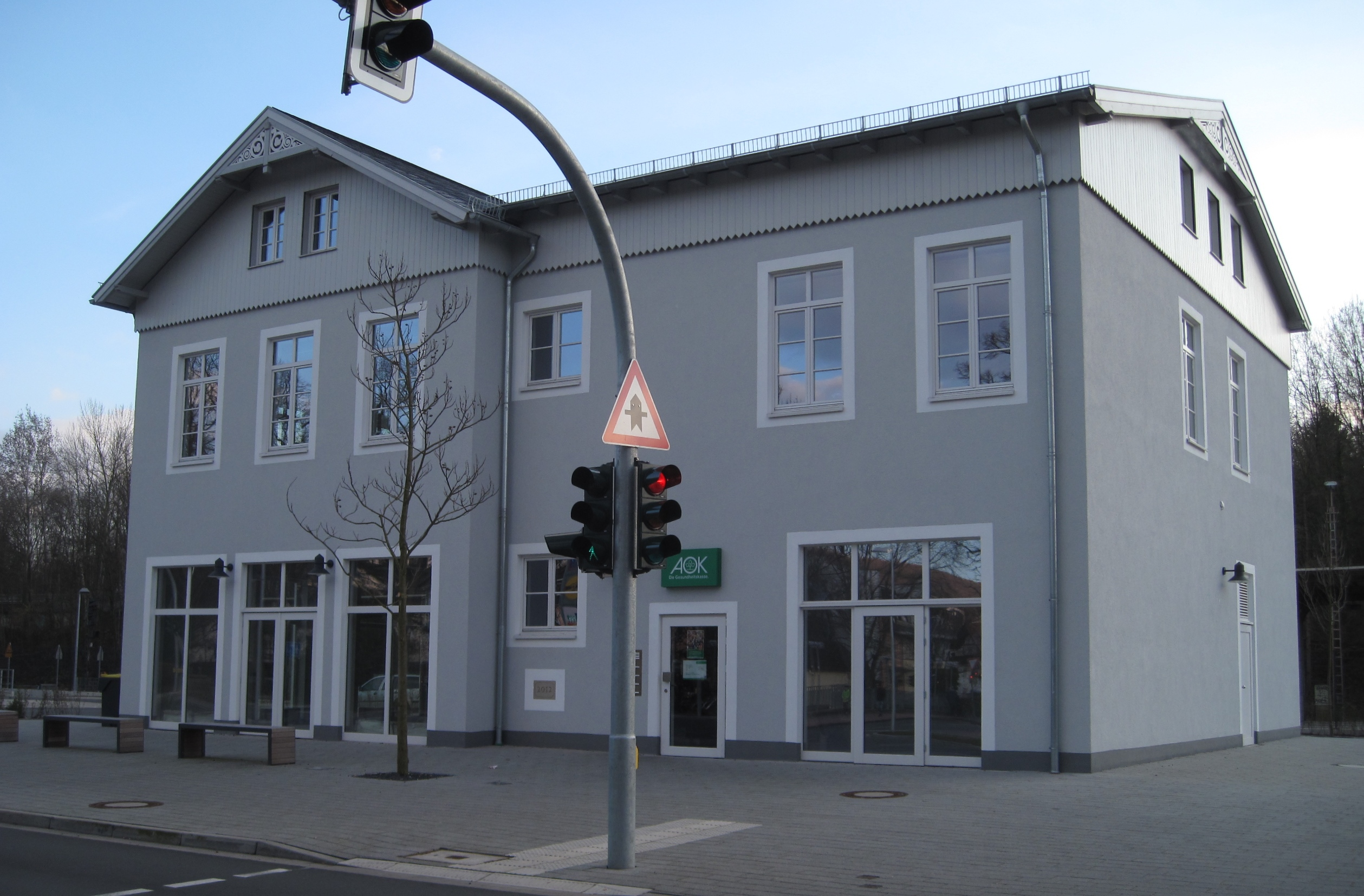
メンデン (ザウアーラント) 駅の新駅舎

市内を、路線番号 2850（イーザーローン＝レトマテ - ヘーマー ｰ メンデン (ザウアーラント) ｰ フレンデンベルク/ルール、ただしイーザーローン - メンデン (ザウアーラント) 間は運行停止）と 2853（メンデン (ザウアーラント) - バルヴェ - ノイエンラーデ）の2つの路線が通っている。バルヴェへ向かう路線と並行にメンデン南部を数kmにわたって、オーバーレーディングハウゼンのヘネタール石灰工場によって採掘された石灰石の積み出し用引き込み線がある。それ以外の定期的貨物列車はほとんど運行していない。
ウナからノイエンラーデへのヘネタール鉄道は現在この街を走行している唯一の旅客鉄道路線である。メンデン付近ではヘネ川に沿って1時間間隔に運行している。市内には4つの駅がある。南から順にレントリングゼン、メンデン (ザウアーラント) ジュート、メンデン (ザウアーラント)、ベスペルデである。
1989年までメンデンからヘーマーを経由してイーザーローンおよびレトマーテに至る旅客列車がレトマーテ - フレンデンベルク線を運行していた。この路線のヘーマーまでの営業は2007年に廃止された。この時点ではまだ線路は撤去されていなかったため、2008年からライン＝ジーク鉄道はこの路線再開の検討を行った。しかし、ヘーマー市はこの軌道を自転車道に改造した。メンデン (ザウアーラント) 駅の古い駅舎は2012年に取り壊され、古い建物をモデルに新しく造り直された。

#### バス
この街は、ルール＝リッペ交通共同体 (VRL) に属している。バス交通は現在、主にメルキッシャー交通会社 (MVG)、ライン＝ジーク・バス交通 (BRS) およびメンデン市民バスによって運行されている。

#### 船舶
市内の川を航行することはできない。最寄りの内陸港はドルトムント港である。

#### 航空
市内北東部にグライダー飛行場メンデン＝バルゲ飛行場が、約 5 km 北東のアルンスベルクとの市境の外側にアルンスベルク＝メンデン飛行場がある。最寄りの空港はドルトムントにある。

### メディア
2010年4月以降ヴェストファーレンポストが唯一の日刊紙である。メンデナー・ツァイトゥングの最終号は2010年3月31日に刊行された。

### 公共施設
メンデン (ザウアーラント) 区裁判所はメンデン (ザウアーラント) およびバルヴェを管轄している。この裁判所は、アルンスベルク地方裁判所の下位に位置づけられている。労働裁判はイーザーローン労働裁判所が、行政裁判はアルンスベルク行政裁判所が管轄する。
メンデンにはメルキッシャー郡警察署の派出所があり、同じ街区に郡の健康サービスおよび消費者保護に関する専門部局の支所がある。また、イーザーローン職業安定所の事務所がある。地元の病院は 218床の規模である。

### 教育

#### 児童施設
メンデン (ザウアーラント) 市には、合計 26の児童施設がある。このうち 16が幼稚園、10が保育園である。7施設が市営、19施設が民営の施設である。

#### 基礎課程学校
メンデン (ザウアーラント) 市内には、基礎課程学校が6校あり、2016年10月15日現在、1,787人の児童が在籍している。
宗派混合学校には、ビショフ＝フォン＝ケッテラー＝シューレとアドルフ＝コルピング＝シューレ・ヒュイングゼンを分校とするアン・デア・ビーバー基礎課程連盟、ザンクト・ミヒャエル＝シューレ・シュヴィッテンを分校とするアルベルト＝シュヴァイツァー＝シューレ・ラールフェルト、アンネ＝フランク＝シューレとボーデルシュヴィングシューレ・プラッテ・ハイデを分校とする市立宗派混合学校プラッテ・ハイデ、ニコラウス＝グロース＝シューレ・ベスペルデがある。
ヨーゼフシューレ・レントリングゼンとヨーゼフシューレ・メンデンはカトリックの基礎課程学校である。

#### 上級学校

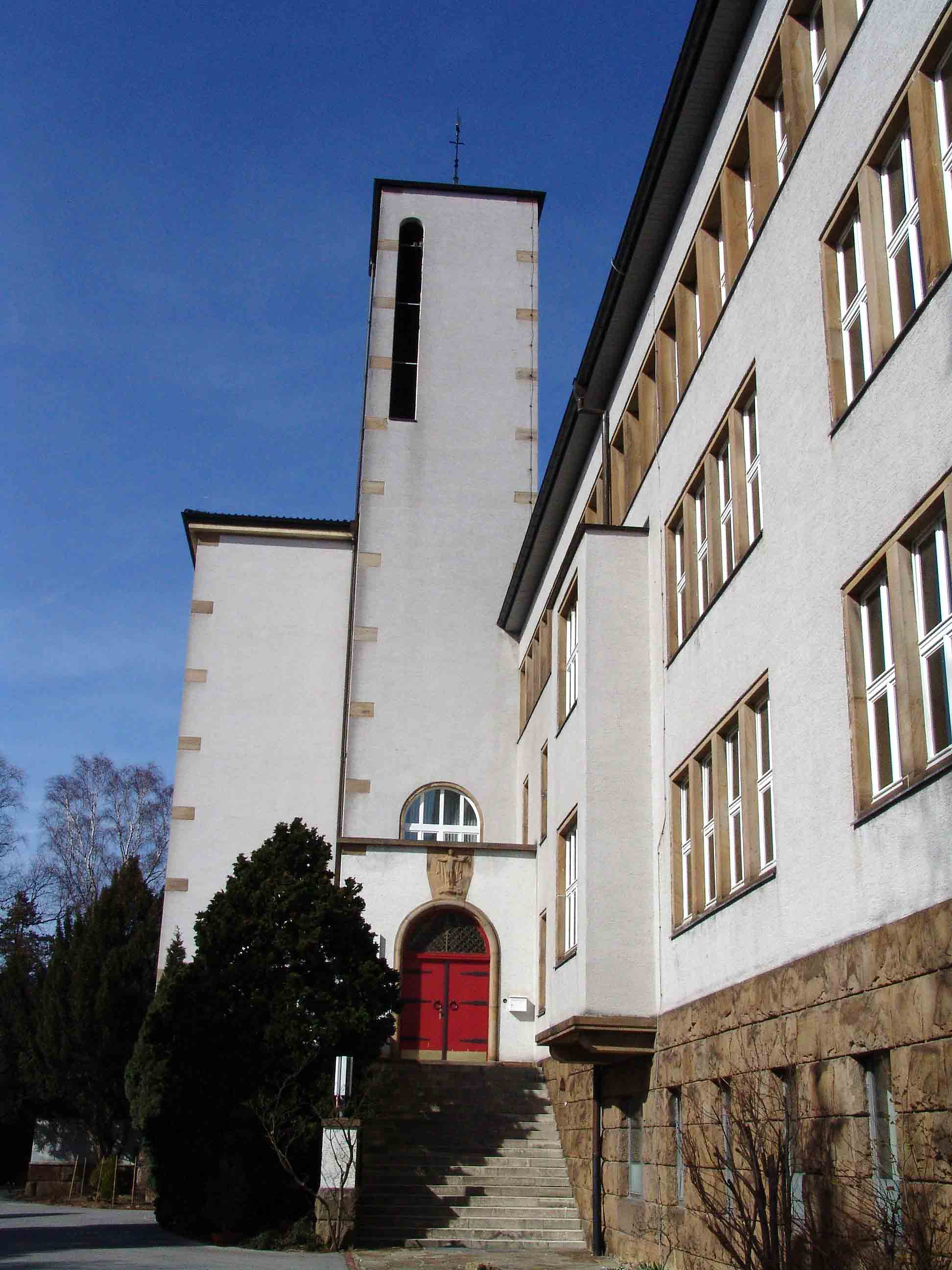
ヴァルブルギスギムナジウム・メンデン

市内には、総合学校が1校、市立と私立のギムナジウムがそれぞれ1校、実科学校が1校、職業補修高等専門学校が4校ある。総合学校と実科学校および市立ギムナジウムはメンデン市が運営している。職業補修高等専門学校のうち2校はメルキッシャー郡が運営している。カトリックの聖マリア・マグダレーナ・ポステル姉妹修道会は、私立ヴァルブルギスギムナジウム・メンデンとプラキダ＝フィール職業補修高等専門学校の運営母体である。ヴァルブルギスギムナジウム・メンデンは2012年から実科学校課程を有している。この他にハーゲン市のラーエル＝ファルンハーゲン補修高等専門学校の分校がある。市は、市立総合学校メンデンを2012年に開校した。
2015年にヴァルラム＝ギムナジウムとハイリヒ＝ガイスト＝ギムナジウムが統合され、市立ギムナジム・アン・デア・ヘネとなった。
メルキッシャー郡は、工学、社会学、保健学、栄養学、家政学、小売り経営学のための職業補修高等専門学校の経営者である。2009年までは言語に重点を置いた養護学校レーゲンボーゲンシューレがメンデンにあった。

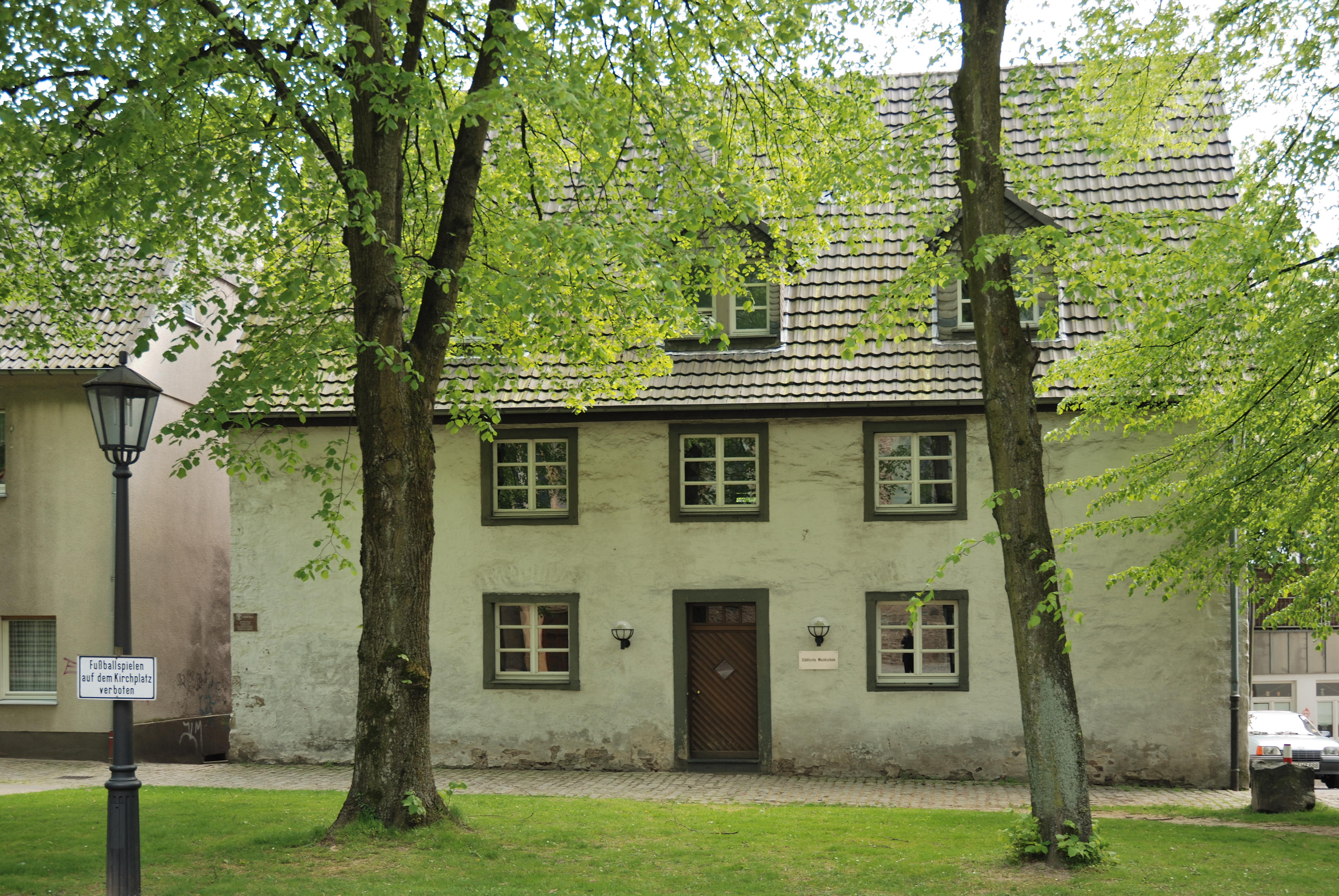
旧聖霊ホスピス

#### 市立音楽学校
市立音楽学校は、元々旧聖霊ホスピスの建物に入居していた。この建物は、13世紀末にゴシック様式で建設されたもので、保護文化財に指定されている。1663年の火災後に立て直され、増築された。音楽学校は、2015年に旧ヴェストシューレの校舎に移転した。この学校には約800人の生徒が在籍している。この学校は積極的なアンサンブル活動を特徴としており、学生は定期的に青年音楽コンクールに参加し、自らも部分的なコンクールを行っている。楽器演奏に重点を置いた地元の基礎課程学校や上級学校との連携やいくつかの音楽クラスとの連携が強化・改善された。

#### 市民大学
1946年、第二次世界大戦終戦直後にメンデンに市民大学が設けられた。その目的は、社会生活の民主化を達成することと、学校や大学といった形式的な教育の枠外で市民の質を向上することであった。1976年にメンデン、ヘーマー、バルヴェの市民大学は、3市が目的連合を形成したことに伴って合併した。メンデン＝ヘーマー＝バルヴェ市民大学は、時代とともに教科が細分化していった。

## 人物

### 出身者
- フリードリヒ・アドルフ・ザウアー（1765年 - 1839年）司祭、教育学者、学校改革者
- アウグスティン・ヘニングハウス（ドイツ語版、英語版）（1862年 - 1939年）宣教師。中国で布教活動を行い、司教を務めた。
- エーリッヒ・ベーレンフェンガー（1915年 - 1945年）軍人。陸軍少将。
- ジルヴィア・ホルマン（ドイツ語版、英語版）（1935年 - ）陸上競技選手。1976年モントリオールオリンピックで女子1600メートルリレー走に出場した。
- ウルリヒ・ボロフカ（ドイツ語版、英語版）（1962年 - ）サッカー選手、指導者

### ゆかりの人物
- カール＝ハインツ・ヴィーゼマン（ドイツ語版、英語版）（1960年 - ）シュパイアー司教（ドイツ語版、英語版）。1994年から1999年までメンデン＝ベスペルデのマグダラの聖マリア教会で司祭を務めた。

## 関連図書
- Gisbert Kranz (1987). Zur Geschichte der Stadt Menden (Nachdruck der Auflage von 1926). Menden: Museumsverein Menden e. V
- Heinz Röttgermann (1952). Die Geschichte der Industrie des Wirtschaftsraumes Menden-Fröndenberg und seine Probleme seit Beginn des 19. Jahrhunderts. Menden: Heimat- u. Museumsverein
- Albert K. Hömberg (1967). Kirchliche und weltliche Landesorganisation (Pfarrsystem und Gerichtsverfassung) in den Urpfarrgebieten des südlichen Westfalen. Münster: Aschendorff. pp. 38–50
- Hugo Banniza (1977). Mendener Bergbau. Menden: Museumsverein Menden e. V
- Anton Schulte (1989). Bürger und Parteien, Rat und Verwaltung im Wandel der politischen Verhältnisse. Menden im 19. und 20. Jahrhundert. Menden
- Karl Hartung (1994). Geschichten und Geschichte aus Menden und Balve in kurkölnischer Zeit. Menden: Museumsverein Menden e. V.,
- Jutta Törnig-Struck (1995). Aus Fachwerk, Bruchstein und Beton : Stadtgeschichte in Kunst- und Bauwerken. Menden (Sauerland): Archiv der Stadt Menden (Verleger). ISBN 978-3-930237-01-2
- Theo Bönemann (1998). Stadt und Land im Wandel, Bauen, Wohnen und Wirtschaften im 18. und 19. Jahrhundert in Menden und Lendringsen. Münster: Dissertation
- Rico Quaschny (2003). “„Verkappte Intoleranz“ und wirtschaftliche Blüte – Menden zwischen Kurköln und Preußen”. Vom Kurkölnischen Krummstab über den Hessischen Löwen zum Preußischen Adler. Die Säkularisation und ihre Folgen im Herzogtum Westfalen 1803–2003. Arnsberg: Becker. pp. 156–159
- Theo Bönemann (2005). “Menden”. Der Märkische Kreis. Städte und Gemeinden in Westfalen. 10. Münster: Aschendorff. ISBN 978-3-930237-01-2
- Anthony Corns; Jutta Törnig-Struck; Christoph Severin (2005). Eine Stadt im Zeichen des Kreuzes: Fotos und Texte der Kreuztracht in Menden (1 ed.). Menden (Sauerland): Daub. ISBN 978-3-928217-90-3
- Wilfried Reininghaus (2017). Menden (Sauerland). Historischer Atlas westfälischer Städte. 8. Münster: Ardey. ISBN 978-3-87023-390-7
- Jürgen Hinzpeter (2017). Macher, Märkte und Maschinen. Industriepioniere an der Hönne. Langenweißbach: Beier & Beran. ISBN 978-3-95741-069-6
- Jürgen Hinzpeter (2019). 400 Jahre Papier aus Menden. Die Papiermühle von 1621. Geschichte | Geschichten | Dokumentation. Langenweißbach: Beier & Beran. ISBN 978-3-95741-101-3

### 訳注
1. ↑  ドイツ語: Schmarotzer は、「居候」を意味する